# Nap
A Nap a Naprendszer központi csillaga. Körülötte kering a Föld, valamint a Naprendszerhez tartozó többi bolygó, továbbá törpebolygók, kisbolygók, üstökösök és más égitestek. A Földtől körülbelül 150 millió  kilométer távolságra van, ami fénysebességgel haladva 8,3 perc. A Nap tartalmazza a Naprendszer anyagának 99,8%-át, átmérője 109 földátmérő. 73,5%-ban hidrogénből áll, amely a központjában zajló magfúzió során héliummá alakul. Az ennek során felszabaduló, majd a világűrbe szétsugárzott energia nélkülözhetetlen a legtöbb földi élőlény számára: fénye a növények fotoszintézisét, hője pedig az elviselhető hőmérsékletet biztosítja. Éltető ereje miatt a Nap kiemelkedő kulturális és vallási jelentőséggel bír. Fénye és hője mellett különböző tudományágak szempontjából is rendkívül fontos, mert bizonyos jelenségeket nem tudunk mesterségesen előállítani, csak a Napon megfigyelni. Ezek a tudományágak: plazmafizika, magnetohidrodinamika, atomfizika, részecskefizika.
A Nap egy G2V színképtípusú csillag, a mintegy 10 milliárd évig tartó fősorozatbeli fejlődésének a felénél jár. A fűtőanyagát jelentő hidrogén elhasználása után, 5 milliárd év múlva vörös óriássá duzzad, majd a külső rétegeiből planetáris köd képződik, magja pedig magába roskadva fehér törpévé alakul. Ez egyúttal a földi élet pusztulását fogja magával hozni.
Mivel anyagát képlékeny plazma alkotja, a különböző szélességi körön levő területei eltérő sebességgel forognak; az egyenlítői területek 25, míg a sarkvidékek csak 35 naponként fordulnak körbe. Az eltérés miatt erős mágneses zavarok lépnek fel, amelyek napkitörések és – különösen a mágneses pólusok 11 évente bekövetkező felcserélődésének idején megszaporodó – napfoltok kialakulásához vezetnek.
A Nap asztrológiai és csillagászati jele egy kör, középen ponttal: . Ez a jel volt Ré ókori egyiptomi napisten hieroglif jele is. A naptisztelet már ősidőktől fogva kimutatható; globálisan istenségként tisztelték és a napkultusz a Föld minden táján elterjedt, egyes régiókban pedig meghatározó kultuszként működött.
Napjaink újpogányságában fontos ünnepei szerveződnek a nyári és téli napforduló, illetve tavaszi és őszi nap-éj egyenlőség köré. A decemberi téli napfordulón, a Yule (Jul) ünnepén köszöntik az újpogányok és a mai boszorkányok az újjászülető Napot.

## Fizikai és egyéb tulajdonságok
A Nap élete első ciklusában lévő csillag, a G2V színképosztályba tartozik, valamivel nagyobb és forróbb, mint a legtöbb csillag. A G2 jelölés lényegében egy felszíni hőmérsékleti tartományra – az 5800–5900 kelvin körüli felszíni hőmérsékletre – utal, amely egyben meghatározza fehér színét is, továbbá az adott felszíni hőmérsékletére érzékeny abszorpciós vonalak intenzitásaira, lényegében arra, hogy a színképében ionizált és semleges fémek színképvonalait lehet felismerni, nagyon gyenge hidrogénvonalak jelenléte mellett. A V jelölés pedig luminozitásának jelölése, amely a Napot a fősorozatbeli csillagok közé sorolja: a belsejében zajló folyamatok egyensúlyban vannak, nincs összeomló vagy felfúvódó állapotban.
Színe érdekes paradoxont rejt, míg a köztudat szerint a Nap sárga színű, a róla érkező fény valójában fehér, akár a fehér szín etalonjának is tekinthető. A jelenségre több magyarázat is született:
- a légkör fénytörése, amely az ég kék színéért is felelős, változtatja meg a Nap színét;
- optikai csalódás, amelyet a kék ég kontrasztja miatt látunk;
- csak olyankor tudunk többé-kevésbé belenézni, amikor alacsonyabban áll az égen és ilyenkor a légkörben lebegő por miatt elszíneződik a fénye a sárgától a narancson át egészen a naplemente vöröséig.
- ősi „hagyomány” a Napot sárgának tekinteni, mivel őseink a tűzzel azonosították csillagunkat, amelynek lángja sárgás.

Precíz mérések azonban egyik hipotézist sem támasztják alá.
A Nap közel tökéletes gömb alakú égitest, amely saját tengelye körül forog, így a hidrosztatikai egyensúlyban levő gömb fizikai megtestesülése. Lapultsága igen kicsi: az egyenlítő mentén csak 10 km-rel szélesebb, mint a sarkokon. A viszonylag lassú tengelyforgás miatt – az átlagos forgási periódusa 28 nap – az egyenlítőn a centrifugális erő 18 milliószor kisebb a felszínen ható gravitációs erőnél, emiatt a centrifugális erő alaktorzító hatása minimális. A bolygók gravitációs ereje sem befolyásolja mérhetően a Nap alakját, mert egyrészt túlságosan is távol vannak a Naptól – a tömegközéppontok távolsága a nap átmérőjének sokszorosa, így az alakot befolyásoló gravitációs erőkülönbség elhanyagolható –, másrészt azok tömege még együtt is elenyésző a Napéhoz képest (a Nap tömege kb. 750-szer nagyobb, mint a gravitációs terében mozgó valamennyi bolygó és más égitest össztömege).
Csillagunk az egyenlítőjén nézve nyugatról keletre, az északi pólusa felől vizsgálva az óramutató járásával ellentétes irányú tengely körüli forgást végez. Ez a tengely körüli forgás azonban nem hasonlít a Földnél tapasztaltakra, hanem bonyolult rendszert alkot. Különböző módon forognak például az égitest belseje és külső régiói. A sugara kb. 70%-áig lényegében merev testként forog, míg a felette levő régiókban a szélességi körök mentén „szétcsúszik” a forgás, az egyenlítői régiók előbb tesznek meg egy kört, míg a sarki régiók lemaradnak. Az átlagos forgási sebesség 2000 m/s, míg az egyenlítői és sarki régiók sebességkülönbsége ± 100 m/s. A nap egyenlítőjének síkja 7° 15' szöget zár be a Föld pályasíkjával (az ekliptika síkjával). A Föld Nap körüli keringésének iránya megegyezik a Nap forgásának az irányával, így a Nap tengelyforgása a Földről nézve a valóságosnál lassúbbnak látszik, ezért kétféle forgási periódust szokás megkülönböztetni:
- a szinodikus rotációs periódus, azaz a látszólagos forgási idő: 27,275 földi nap,
- a sziderikus rotációs periódus, azaz a tényleges forgási idő pedig 25,380 nap a Nap egyenlítőtől 16°-ra fekvő területein.

Csillagunk plazma állapotban levő anyagból áll. Ebben a halmazállapotban az anyagot alkotó atomokról egy vagy több elektron leszakad és így a plazma ionok és szabad elektronok keveréke. A nagyobb sűrűségű régiók anyaga kétkomponensű folyadékként viselkedik, melynek összetevőit (az elektron- és az ion-folyadékot) elektromágneses erők kötik össze. A kisebb sűrűségű külső régiók esetén különösen furcsa jelenségek tapasztalhatók, mivel az egyes részecskék mozgása és a folyadékszerű viselkedés keveredik. A folyadékszerű viselkedés okozta legfontosabb jelenség a R. Carrington által felfedezett differenciális rotáció. A Nap a különböző szélességi körei mentén eltérő sebességgel forog, egyenlítői területei a centrifugális erő hatására gyorsabban forognak, mint a sarki területek. Az egyenlítői területek kb. 25, míg a sarkok környékén fekvők csak kb. 35 naponként fordulnak körbe.
A Napon megfigyelhető jelenségek szinte mindegyike a differenciális rotációhoz kapcsolható, amely az ezen jelenségeket létrehozó mágneses tevékenység létrejöttének fő mechanizmusa.
Csillagunk tengely körüli forgása nem stabil, az idők során lassul. A kezdetekor a Nap gyorsabban forgott a saját tengelye körül, majd az impulzusmomentum-megmaradás elve szerint lelassult és perdülete a bolygókba adódott át.
A Nap második vagy harmadik generációs csillag; a Naprendszer az univerzum csillagközi gázaiból és korábbi – szupernóvaként elpusztult – csillagainak maradványaiból jött létre. Ezt bizonyítja a nehéz elemek (vas, arany, urán stb.) jelenléte, ugyanis ezek az anyagok jellemzően szupernóva-robbanások során, vagy első generációs csillagokban alakulnak ki.

### Életciklusa
A Nap életciklusára ma csak elméleti modelljeink vannak, amelyek más csillagok megfigyeléséből, valamint holdkőzetek kormeghatározásaiból származó adatokból épülnek fel (a Nap keletkezésére vonatkozó korábbi hipotéziseket a tudományos megfigyelések meghaladták, ezekkel „A Naprendszer keletkezése és története” c. cikk foglalkozik). Ezek alapján ma a csillagászat tudomány úgy gondolja, hogy csillagunk 4,57 (± 0,11) milliárd évvel ezelőtt keletkezett, és életpályája két fő szakaszt fog bejárni, egy aktív és egy passzív szakaszt. A választóvonal a két szakasz között a magban lejátszódó energiatermelés fennmaradása, vagy leállása lesz.

#### Az aktív szakasz
A Nap élete egy kiterjedt molekulafelhőben kialakuló protocsillagként kezdődött. A Tejútrendszerben számos gigantikus molekulafelhő fordult elő és fordul elő a mai napig, amelyek ún. csillagbölcsők is egyben. Egy-egy nagyobb külső behatásra (pl. a galaxisunk spirálkarjait alkotó lökéshullám-frontokon való áthaladáskor, vagy közeli szupernóva robbanások hatására), a felhőkben levő viszonylag sűrű anyagban inhomogenitások, anyagcsomók jöttek létre, és az ilyen anyagcsomókban összeomló gáz- és poranyag elkezdett még inkább összecsomósodni. Az egy pont felé zuhanó, sűrűsödő anyag melegedni kezdett, a gravitációs összehúzódás során egyre több hő szabadult fel, extrém módon felmelegítve az anyagot. Egy ilyen egyre jobban összezsugorodó anyagcsomóból, ún. globulából kb. 500 000 év alatt jött létre a proto-Nap. Ez a protocsillag még vörösen fénylett, ám középpontjában elérte a hőmérséklet a néhány millió fokot és elkezdődött benne a hidrogénfúzió. Ehhez a folyamathoz mindössze néhány millió év kellett.
A proto-Nap megszületése után még tovább zsugorodott és melegedett, ám csak további pár ezer év kellett, hogy létrejöjjön a gáznyomás és a gravitáció egyensúlya. Amikor ez az egyensúly stabilizálódott, a Nap belépett az ún. fősorozati állapotba. Ez csillagunk köznapi értelemben vett működésének szakasza: a magban a hidrogén héliummá alakul át. Élete során a Nap mintegy 10 milliárd évig számít fősorozatbeli csillagnak, és ebből 5 milliárd év már eltelt.
Várhatóan 4–5 milliárd év múlva vörös óriássá duzzad: az üzemanyagként szolgáló hidrogén mennyiségének csökkenése miatt megbomlik a gáznyomás és a gravitáció évmilliárdos egyensúlya, a nyomás lecsökken, a Nap teste elkezd összehúzódni. Amikor az összehúzódás során felszabaduló gravitációs energia miatt a hőmérséklet tovább emelkedik a magban és elegendő lesz a hélium „égetéséhez” (további, szenet eredményező fúziójához), a más típusú fúzió még több energiát szabadít fel a magban – nagyjából 100 milliárd fokra hevíti a magot – és a nyomás ismét megnövekszik, a felszabaduló energia felfújja a Napot. A Nap külső határa különböző modellek szerint ekkorra a Föld jelenlegi pályáján túl fog kinyúlni. A Nap vörös óriássá válik, mivel felszíne jóval nagyobb lesz, így a magban termelődő energia sokkal nagyobb felületen oszlik szét, kevésbé melegítve fel ezt a nagyobb felszínt, ami miatt a fénye gyengébb, „vörösesebb” lesz. Ez a fázis a fősorozati léthez képest nagyjából egy nagyságrenddel kevesebb ideig, 1 milliárd évig tart majd.
A Nap a vörös óriás fázisban el fogja veszíteni anyagának nagy részét (és így – a gyengülő gravitáció miatt – addigra a Föld már egy távolabbi pályán fog keringeni, elkerülve a megsemmisülést.) Csillagunk héliumégető fúziója nem lesz olyan stabil folyamat, mint a fősorozati energiatermelésé volt, így ezek az instabilitások felfúvódások és összehúzódások sorozatát váltják ki (amilyeneket a csillagászat az ún. változócsillagokon figyel meg napjainkban is), amelyekben a Nap gázanyagának külső héjai leválnak, ezzel okozva az említett tömegvesztést.

#### A passzív szakasz
Miután a Nap az összes üzemanyagát eltüzelte, leáll a fúzió, a gáznyomás megszűnik, teret engedve az egyedül fennmaradó gravitációs erőnek és csillagunk belseje összeroskad, és fehér törpévé válik. Eközben a pulzálások során korábban leszakadt külső rétegeiből planetáris köd képződik, amely lassan tágul és végül elenyészik. Az összeroskadó mag egy rendkívül kompakt égitestként, voltaképpeni fehér törpeként marad fenn: a fennmaradó, nagyjából 0,6 naptömegnyi anyag egy Föld méretű gömbben sűrűsödik össze. A mag összeroskadása ismét energiát termel, ám az nem elegendő a szén további, még nehezebb anyagokat létrehozó fúziójához, így minden további energiatermelésnek vége szakad, a Nap csak a maradék energiáját sugározza ki. Ez a hősugárzó fázis ismét milliárd-tízmilliárd év hosszú folyamat lehet (az Univerzum jelenlegi, kb. 13,7 milliárd éves koránál fogva lényegében még nincs olyan fehér törpe, amely ennek a fázisnak végére érhetett volna).
Legvégül az összes energia kisugárzását, az égitest lehűlését követően a Napból egy fekete törpe válik majd. Ez egy kihűlt, passzív „csillagtetem”, amely mindössze gravitációs hatást gyakorol majd a környezetére. A jelenlegi kozmológiai modellek szerint ez az égitest akár végtelen hosszú élettartamot is megérhet, hiszen az Univerzum legvégsőbb koráig is fennmaradhat, amely kor mai ismereteink szerint végtelen. Ezt a fennmaradást egyedül egy kozmikus karambol, valamely csillagnak, vagy fekete lyuknak ütközés akadályozhatja meg (igaz, ez bekövetkezhet a csillagfejlődés korábbi fázisaiban is).

#### Mi nem lesz a Napból?
A Nap nem lesz vörös törpe, hisz a csillagkeletkezéskor több anyagot kebelezett be.
A mi Napunk nem fog szupernóvává alakulni, mert a tömege alatta marad az ehhez szükséges Chandrasekhar-határnak. Ebből következően sem neutroncsillag, sem fekete lyuk nem válhat a Napból.

### A napciklus
A Nap aktivitása 11,2 éves periódust mutat, azaz átlagosan ennyi idő telik el két napfoltmaximum között. A napciklus elején a napfoltok a 30–45°-os szélességen jelennek meg, később az egyenlítő felé egyre közelebb. Új napfoltciklus során a vezető és követő napfoltok polaritása felcserélődik. A napfoltciklus felfedezése H. Schwabe csillagász nevéhez fűződik. Az első napciklust a csillagászok 1760-tól számítják.
A Napot megfelelő szűrőkön keresztül megfigyelve láthatóvá válnak a napfoltok. Feltűnően sötét színüket az okozza, hogy hűvösebbek – bár csak 1-2 ezer fokkal – az őket körülvevő anyagnál, mert a körülöttük levő igen erős mágneses tér megakadályozza a hőátadást. A napfoltok belső részén sötétebb terület (umbra) található, ezt övezi a világosabb zóna, a penumbra. Átmérőjük a több tízezer kilométert is elérheti (általában 2–3 földátmérő), gyakran kiindulópontjai intenzív flereknek és a koronában látható hatalmas napkitöréseknek.
A megfigyelhető napfoltok száma nem állandó; a tizenegy évig tartó napciklus során változik az intenzitásuk. A napciklus minimumán csak néhány látható, de időnként megesik, hogy egy sem. Később az egyenlítő két oldalán szimmetrikusan, magas szélességi körökön jelennek meg, és az egyenlítő felé vándorolnak, miközben újabbak alakulnak ki. A két féltekén található napfoltok általában párokban jelennek meg, és környezetükben ellentétes előjelű a mágneses töltés. A napciklus végén, az északi és déli mágneses pólusok felcserélődésekor látható a legtöbb napfolt.
A mágneses pólusok legutóbbi felcserélődése 2001 nyarán volt, amit az egy teljes napcikluson át működő Ulysses űrszonda is megfigyelt. Sikerült megállapítani továbbá, hogy a Nap déli mágneses pólusa instabil; valójában több pólus létezik, egy nagyobb területen szétszórva.
A napfolttevékenység erőssége szintén szabálytalanul változó intenzitást mutat; az 1600-as évek során például a ciklusoktól függetlenül is rendkívül kevés napfoltot figyeltek meg, egyes feltételezések szerint részben ez okozta az akkori hűvösebb időjárást.
A napciklus jelentősége a Föld szempontjából abban mutatkozik meg, hogy a Földet elérő zavaró és káros hatások milyen mértékűek lesznek. Ezek a napciklus elején minimálisak, a ciklus közepe táján erősebbek.
Bár a Nap 24. napciklusa hivatalosan 2008. január 4-én megkezdődött (ekkor észlelte a SOHO űrszonda az első napfoltot), a 2008-as és 2009-es év az elmúlt 50 év egyik leghosszabb napfoltmentes időszakának számít. A következő napfoltmaximum 2013-ban volt várható.

## Belső felépítése

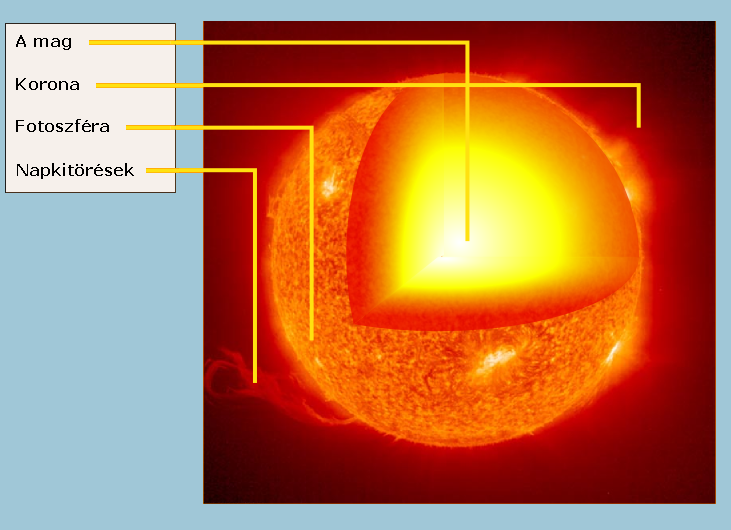
A Nap szerkezetének főbb rétegei

A szilárd felszín hiánya miatt nem lehet pontosan meghatározni, hogy hol húzódik a Nap határa: a középpontjától kifelé haladva folyamatosan csökken a sűrűsége. A Nap sugarát a középponttól a fotoszféráig mérik, mert ez a legkülső olyan réteg, ami még elég sűrű ahhoz, hogy ne legyen átlátszó. A Nap anyagának többsége a központból mérve a sugarának 70%-án belül található és bár ezeket a belső területeket nem lehet közvetlenül megfigyelni (ugyanis a Nap anyaga nem enged át semmilyen elektromágneses sugárzást), fizikai modellekkel és az égitest rezgéseit vizsgáló helioszeizmológia módszerével mégis pontos képet alkothatunk a belső szerkezetéről, rétegeiről.
Tisztán elméleti úton (fizikai modelleken keresztül) is fontos információkhoz lehet jutni a Nap belsejében uralkodó viszonyokkal kapcsolatban, olyan adatokból kiindulva, mint a tömege, átmérője, fényessége stb. Egy, a Naphoz hasonló gázgömbnek a felépítését három erő határozza meg; a gáznyomás, a sugárzási vagy fénynyomás és a gravitáció.
A gáznyomás és a fénynyomás önmagukban a Nap felfúvódását, szétszóródását okoznák. A fénynyomás a fénykvantumok abszorpciójakor jön létre, azonban a Nap esetében ez az erő a gáznyomáshoz képest csekély, csak az óriáscsillagok esetében van nagy jelentősége. A gravitáció az előbbi két erővel ellentétes hatású, de önmagában azt eredményezné, hogy az egymáson elhelyezkedő gázrétegek saját súlyuk alatt összeroskadnának, a Nap önmagába omlana.
Mivel egyik szélsőséges eset sem következik be, nyilvánvaló, hogy a három erő mechanikai egyensúlyban van; a Nap belsejének minden pontjában a gáznyomás és a fénynyomás erejének összege megegyezik a gravitációéval. Továbbá sugárzási egyensúly is jelen van; a belső rétegekben termelődött sugárzásnak el kell hagynia a Napot, a felszínből a központ felé haladva pedig folyamatosan nő a felsőbb gázrétegek vastagsága és ezzel együtt a tömege, az egyensúlyi állapot miatt viszont a gáznyomásnak is növekednie kell. Ezen alapelvek segítségével a Nap belsejében uralkodó állapotokat jellemző adatok kiszámíthatóak. Az ezt az egyensúlyt, annak összetevőit, hatásmechanizmusát és matematikai leírását Standard Napmodell néven említi az asztrofizika.
Az elméleti számítások mellett a gyakorlati megfigyelések is nélkülözhetetlenek, segítségükkel több, részletesebb és pontosabb adatot lehet megtudni. Ahogyan a földrengések természetéből szeizmológiai módszerekkel lehet következtetni a Föld belsejében zajló folyamatokra, úgy ehhez hasonlóan a napszeizmológia (helioszeizmológia) a Nap felszínén tapasztalható jelenségek tanulmányozásával következtet a mélyebb rétegek szerkezetére. Fontos szerephez jutnak ebben a munkában a napkutató űrszondák.

### A mag

A Nap fő energiaforrása a proton-proton ciklus, mely során négy protonból lesz egy hélium (^{4}He)

A mag a sugár 20%-án belül eső teret jelenti, és ez a Nap egyetlen olyan része, amelyet közvetlenül a magfúzió fűt, a többi réteg az innen kiáramló energiának köszönheti hőmérsékletét. A magban keletkezett összes sugárzás áthalad a felette levő rétegeken, mielőtt elérné a fotoszférát és kijutna a világűrbe.
A Nap középpontjában a sűrűség eléri az 1,5·105 kg/m³, a hőmérséklet pedig a 15·106 (15 millió) kelvin értéket. Hogy jobban érzékelhető legyen: a csillagunk központjában levő gáz (plazma) 150-szer sűrűbb a víznél és kb. fél liternyi Nap anyag tömege annyi, mint egy átlagos emberé. A rendkívül magas hőmérséklet és nagy sűrűség hatására termonukleáris reakció (magfúzió) jön létre, melynek során minden négy hidrogénatom egyesüléséből egy héliumatom keletkezik, miközben energia szabadul fel. Másodpercenként átlagosan 8,9·1037 hidrogénatom (600 millió tonna hidrogén) egyesül, ami 383·1024 watt teljesítmény felszabadulásával jár.
A magban zajló láncreakció intenzitásának állandóságát önszabályozó mechanizmusok segítik; a reakció továbbterjedése az egyesülő atommagok nagyobb aránya miatt a mag felhevüléséhez, és a megnagyobbodásához vezetne, de a felsőbb rétegekben található nagy mennyiségű semleges anyag beáramlása csökkenti a fuzionáló atomok arányát, lecsillapítva ezzel a reakciót, ami idővel visszaáll a normális szintre.
A nagy energiájú fotonok (gamma- és röntgensugárzás) számára hosszú időt vesz igénybe ez az út; a mag anyaga elnyeli és – alacsonyabb energiával – újra kisugározza őket. A fotonok utazási idejére vonatkozóan a számítások igen eltérő eredményeket adnak; 17 ezer – 50 millió év között. Miután sikerül a magból kijutniuk és a konvekciós rétegen is áthaladtak, a fotonok látható fény formájában távoznak; minden egyes gamma részecske több millió látható fény fotonra bomlik a Napból történő kilépése előtt.
A neutrínók szintén a magfúzió során keletkeznek, de nagy áthatoló képességüknek köszönhetően ritkán lépnek kapcsolatba a környező anyaggal, ezért szinte azonnal távoznak a Napból. A neutrínók kísérleti kimutatása szolgáltatta a végső bizonyítékot a Nap magjában zajló magfúziós elmélet valós voltára. Az évekig tartó mérések során viszont elméletileg várható neutrínómennyiség harmadát sikerült csak kimutatni, és csak a közelmúltban született meg a neutrínóoszcilláció jelenségének felfedezése, amely megmagyarázta a neutrínóhiányt. (Lásd: A napneutrínók rejtélye).

#### Termonukleáris reakció
A Nap energiájának forrását az 1930-as években értették meg, amikor Hans Bethe, George Gamow és Carl Friedrich von Weizsäcker azonosította a lényeges nukleáris reakciókat.
Az energiatermelés termonukleáris reakciók révén folyik, amelyekben hidrogén alakul át héliummá. A termelődő energia 98,5%-át az úgynevezett „p-p lánc”, a fennmaradó 1,5%-ot pedig a CNO-ciklus adja (CNO = szén-nitrogén-oxigén). Ezen reakciók során a tömeg 0,7%-a sugárzássá alakul (amit Albert Einstein E = mc² tömeg-energia-ekvivalencia egyenlete ír le).
A fő energiatermelő folyamatként azonosított p-p lánc lefolyása két hidrogén-atommag (proton) egyesülésével kezdődik (erre az egyesülésre átlagosan 5 milliárd évet kell várniuk az atommagoknak), így deutérium (nehézhidrogén) képződik. Melléktermékként egy pozitron és egy neutrínó keletkezik. A pozitron azonnal összeütközik egy elektronnal, és energiává (fotonná) alakul. Ezután csak 1,4 másodpercet kell várni, hogy a deutérium egy újabb protonnal egyesüljön és hélium-3 (³He) jöjjön létre. Ezután átlagosan 240 000 év telik el, míg két hélium-3 egyesül, létrehozva a folyamat végtermékét, a héliumatomot (4He), valamint felszabadítva két hidrogénatomot (protont). A folyamatnak létezik egy másik ága, amelyben láncreakciók során berillium (7Be) és lítium (7Li) is részt vesz végül természetesen ebből is hélium (4He) keletkezik.
A folyamat matematikai leírása:
p + p → 2H + e+ + {\displaystyle \nu }e
2H + p → 3He + {\displaystyle \gamma }
3He + 3He → 4He + p + p
vagy
3He + 4He → 7Be + {\displaystyle \gamma }
7Be + e- → 7Li + {\displaystyle \nu } e
7Li + p → 8Be + {\displaystyle \gamma } → 4He + 4He
Francis William Aston mutatta ki 1920-ban, hogy megmérve 4 hidrogénatom és 1 héliumatom tömegét, a kettő között nem áll fenn egyenlőség (a hidrogénatomok valamivel nehezebbek), a kettő közti különbség, nagyjából 0,7%, az a tömeg, amely energiává, fotonokká alakul át. Jelenleg a Napban másodpercenként 600 millió tonna hidrogén lép reakcióba, és 596 millió tonna hélium keletkezik, a különbözetet jelentő 4 millió tonna anyagból teljes egészében energia lesz.
A Nap teljes élettartama a rendelkezésre álló tömeg és a fényesség alapján a következőképpen becsülhető:
t0 ≈ 0,1 × 0,007 m0c2 / L0 ≈ 1010 év (10 milliárd év), ahol azt feltételezzük, hogy a Nap tömegének 0,1 része vesz részt a fenti reakciókban, mivel csak a legbelsőbb magban van elegendően magas hőmérséklet a reakció fenntartásához.
A fúzió jelenlegi paramétereivel számolva a Nap 10 milliárd éves várható életkorának felénél járunk, mivel nagyjából még 5 milliárd évre elegendő a hidrogénkészlet a fúziós reakció táplálására.

### A sugárzási zóna
Körülbelül a sugár 20–70%-a közötti gömbhéjban helyezkedik el a sugárzási zóna. Ez a régió az energiaáramlás módjáról kapta a nevét: ebben a rétegben az anyag még elég sűrű és forró ahhoz, hogy a magban keletkezett energia sugárzás, nem pedig hőáramlás formájában haladjon át rajta (ezt az ionizált formában jelenlévő hidrogén teszi lehetővé). A hőmérséklet a magtól kifelé haladva folyamatosan csökken, de még így is rendkívül magas, az alsó „zónahatáron” 7 000 000 K, míg a felsőn 2 000 000 K. A hőmérséklet-csökkenés rátája alacsonyabb, mint a magasság növekedésével arányos hőcserementes hőmérséklet-csökkenés rátája, ezért nincsenek konvekciók az anyagban. Az anyag sűrűsége a hőmérséklethez hasonlóan csökkenő karakterisztikát mutat, csak sokkal erőteljesebb mértékben. A sűrűség 20 g/cm³-ről (hozzávetőleg az arannyal megegyező értékről) 0,2 g/cm³ értékre ( a víz sűrűségének ötödére) csökken, azaz a hőmérséklet harmadnyira csökkenésével szemben 100-szoros a csökkenés rátája.
A sugárzási zóna egyik érdekes tulajdonsága, hogy „feltartja” a fotonokat. A magban keletkező energia fotonok és neutrinók formájában megy végbe, amelyek kifelé indulnak a magból, át a napbelső többi részén, majd szabadon tovább az univerzumba. A nagy áthatoló képességű neutrínók gyakorlatilag szinte akadály nélkül jutnak ki a Napból, ám a fotonok a sűrű sugárzási zónában sorozatos ütközéseken mennek keresztül. Az egy foton által megtehető ún. közepes szabad úthossz, mindössze 2 cm (azaz 2 cm-nyi mozgás után a foton beleütközik egy másik atomba, vagy ionba), amely után a foton visszapattan, szóródik. A foton ide-oda pattogása nyomán átlagosan kb. 1 millió év telik el, mire végül az általa hordozott energia kijut a Napból.

### Tachoklína
A helioszeizmológia legfrissebb felfedezése, egy vékony átmeneti réteg a sugárzási és a konvektív zóna között. Ez a réteg jelenti az átmenetet a merev testként forgó belső régiók és a differenciális rotáció jellemezte külső tartományok között. A korábbi feltételezések úgy tartották, hogy a differenciális rotáció átmenete a merev forgásba egy széles tartományt érintő folyamat, ám a legújabb helioszeizmológiai mérések egy meglepően vékony, a Nap sugarának mintegy 4%-át kitevő gömbhéjat mutattak, amelyben mindez végbemegy. Ráadásul az új mérési eredmények arra is rámutattak, hogy valószínűleg ez a réteg a napdinamó, azaz a Nap mágneses mezejének forrása, mivel itt fordulnak elő a különböző rétegek közötti legnagyobb sebességkülönbségek.
Mivel a napbelső övekre osztását az energiatranszport módja alapján szokták meghatározni, a tachoklínát szokás a sugárzási zóna részének is tekinteni, mivel az energiaáramlás itt is még sugárzás formájában történik.

### A konvekciós zóna

A Rayleigh-Bérnard hatás mechanizmusa

A konvekciós zóna a napbelső legkülsőbb tartománya, értelmezéstől függően a sugár 70%-ától kifelé elterülő, a felszín alatti mintegy 200 000 km vastag gömbhéjat jelenti. Ez a réteg már nem elég sűrű és forró ahhoz, hogy az energia sugárzás formájában haladjon át rajta, mivel az alsóbb rétegektől eltérően itt már nem elég magas a hőmérséklet az anyag ionozáltan tartásához, a gázok csak részlegesen ionizáltak, amelyek így elnyelik a sugárzás egy részét. Az energia hővezérelt anyagáramlások, konvekciók formájában terjed tovább a napfelszín felé.
A konvekciók a folyadékoknál megfigyelt Rayleigh-Bérnard hatás révén jönnek létre úgy, hogy a gázok legkülső rétegét a hőmérsékleti szempontból homogénnek tekinthető alsóbb rétegek folyamatosan fűtik, míg a réteg külső határán hűtőhatás érvényesül. Emellett az anyagban hőmérséklet-különbségek jönnek létre a hő elnyelődésének kisebb különbözőségeiből. Egyes tartományok jobban felmelegszenek, mások kevésbé, így a melegebb részek sűrűsége a környezeténél kisebb lesz, ezért ez a hígabb, melegebb anyag felfelé kezd emelkedni, konvektív cellákat (feltörekvő anyagáramlatokat) alkotva. Az anyag egészen a felszínig emelkedik, a bennük levő energia szétsugárzódik, míg maga az anyag lehűl, átadva a helyét az újabb, feltörekvő hőoszlopnak, míg maga a kihűlt anyag az áramlat szélén lefelé süllyed. A gáz ilyen módon való fel-le „liftezése” a konvekció, míg maguk a belül forró, kívül hideg „buborékok” okozzák a fotoszféra granulációját (lásd lejjebb).

#### Differenciális rotáció
A konvekciós zóna fő sajátossága, hogy a benne levő anyag a csökkenő sűrűség miatt elveszti szilárdtestkénti viselkedését és a Nap tengely körüli forgása ebben a gömbhéjban átmegy differenciális rotációba. Ez a forgás kétféle differenciálódását is jelenti, egyrészt hogy csillagunk egyenlítői és sarki régiói eltérő sebességgel tesznek meg egy-egy fordulatot (ez az ún. szélességi differenciális rotáció), másrészt azt, hogy a felszín anyaga és a mélyebben levő anyag is eltérő sebességgel tesznek meg egy fordulatot (ez pedig az ún. mélységi differenciális rotáció).

#### Meridionális cirkuláció

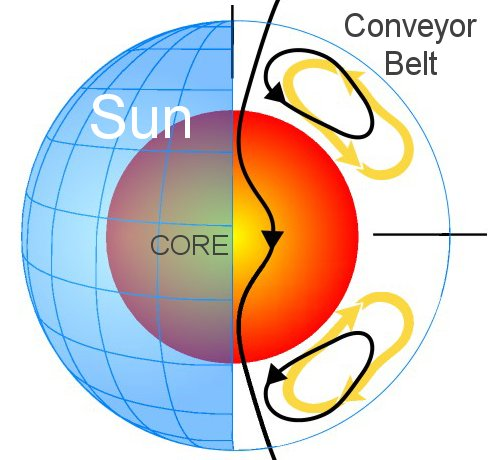
A nagy szállítószalag mozgása a Nap felszínén

A meridionális cirkuláció, vagy népszerű nevén a „nagy szállítószalag” egy hatalmas, forró plazmaáramlás a Nap felszínén. A plazma cirkulációja az egyenlítőre merőleges síkban, azaz a meridiánsíkban jön létre, összekeverve az egyenlítői és a sarki régiók anyagát (hasonlóan a Föld Golf-áramlatához, csak attól természetesen teljesen más mechanizmusok hatására). A Nap felszínén a meridionális áramlás igen gyenge (összehasonlítva a differenciális rotáció nagyságával csak kb. 20 m/s). Irányát tekintve a felszínen az egyenlítőtől a pólus felé tartó áramlás a Nap belsejében visszafordul, mélysége eléri a 200 000 km-t és ott egy a pólustól az egyenlítő felé tartó áramlás alakul ki. A Nap belsejében, ahol a sűrűség jóval nagyobb, az áramlás már lassabb, kb. 1–2 m/s körüli érték.
Az áramlásrendszernek két ága van, egy északon és egy délen. Sebességét 1996 óta mérik a SOHO műhold segítségével, mindegyik mintegy 40 év alatt tesz meg egy kört. A kutatók szerint a szalag mozgása befolyásolja a napfoltciklust, illetve a napfoltok megjelenését. 2000 és 2010 között a sebessége megnőtt, a kutatók ezt összefüggésbe hozzák az ugyanebben az időszakban tapasztalható eddigi legnagyobb napfolt-minimummal.

## Atmoszféra

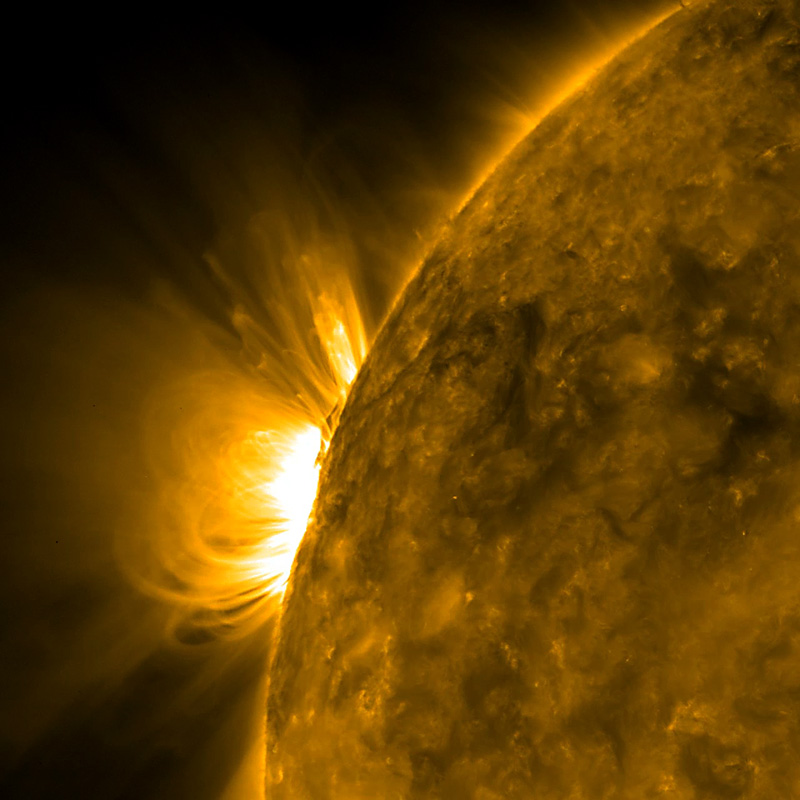
Mágneses ívkisülés extrém ultraibolya fényben 2010. július 6–8-án

Mivel a Nap egy ionizált gázgömb (plazmagömb), nincs éles felszíne, a rendkívül nagy sűrűségű mag és a végtelenül ritka napkorona között folyamatos a sűrűségbeli átmenet. A napfelszín és a légkör határának mégis létezik egy fizikailag jól definiálható meghatározása, értelmezése: a Nap „felszínének” egyezményesen azt a felületet tekintjük, ahonnan egy 500 nm hullámhosszú (ez kb. a látható színtartomány közepének felel meg) foton függőlegesen felfelé mozogva {\displaystyle 1/e\simeq 0,37} valószínűséggel még elnyelés nélkül kijut a Nap anyagából. Ez a meghatározás összecseng azzal az értelmezéssel, amely szerint a légkör és a felszín közötti határt az „átlátszóság” jelenti. A látható fény tartományában átlátszatlan gömbhéj még a Nap testének része, az efölötti rétegek alkotják a Nap légkörét (atmoszféráját).
A légkör megfelelő eszközökkel a teljes elektromágneses spektrumban közvetlenül is tanulmányozható; a látható fény mellett rádiósugarakat is kibocsát. Sűrűsége jóval kisebb, mint a mélyebben található rétegeké, hőmérséklete viszont rendkívüli szélsőségeket mutat.
A Nap atmoszféráját három fő rétegre osztjuk: a fotoszférára, a kromoszférára és a koronára. Olykor a koronától elválasztják még a korona és a kromoszféra között átmenetet képező ún. átmeneti tartományt.

### Fotoszféra

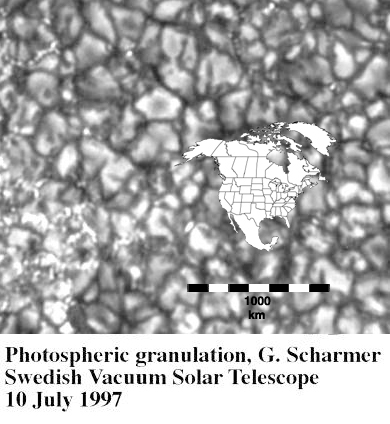
A granulák méreteinek érzékeltetése (a kis ábra Észak-Amerika)

A fotoszféra (görög: a fény gömbje) a Nap látható felszíne, a naplégkör legalsó rétege, ahonnan a Nap látható fényének túlnyomó része – több mint 90%-a – származik. Lényegében a csillagunkban termelődött energia ebben a rétegben sugárzódik szét fény formájában. Ez a réteg egy rendkívül vékony (a napbelső és -légkör messze legvékonyabb egysége), mindössze néhány száz kilométer vastag réteg, alsó határa a Nap fentebb – a Kromoszféra fejezetben – definiált felszíne, felső határa a naplégkör azon szintje, ahol a hőmérséklet minimális. Más megközelítésben ez a Nap, mint gázgömb első olyan rétege, amely átlátszó az elektromágneses spektrum látható fény tartományában.
A Nap sugarának kevesebb mint egy ezrelékét kitevő vékonyságának köszönhetően a napkorongot éles pereműnek látjuk. A fölötte elhelyezkedő rétegek már annyira ritkák, hogy a Nap látható összsugárzásához nem járulnak számottevően hozzá. A fotoszféra átlátszósága a levegőéhez hasonló, bár kissé kisebb annál. Az átlátszósághoz kapcsolódó optikai jelenség a „peremsötétedés” vagy „szélsötétedés”: a Nap (és más csillagok, óriásbolygók) pereme kevésbé fényes, mint a közepe. A napkorong közepén a merőleges rálátás miatt mélyebb, ezáltal melegebb, fényesebb rétegekbe látunk le, míg a szélén a lapos szögű rálátás csak kevésbé mély, ezáltal kevésbé meleg és fényes rétegekig hatol le. Az átlátszóság, így a benne megjelenő jelenségek miatt ez a Napnak az a része, amely szabad szemmel, illetve távcsővel (biztonsági okokból speciális fényszűrő alkalmazásával), megfigyelhető, így ez jelenti a Napmegfigyelés fő területét.
A fotoszféra alsó határától a felsőig a hőmérséklet 6500 kelvinről 4400 kelvinre, a sűrűség 10−6 g/cm3-ről 10−8 g/cm3-re, a nyomás 104 pascalról 600 pascalra csökken (a sűrűség még a fotoszféra alján sem éri el a levegő sűrűségének egy ezrelékét).
A kilépő sugárzás összességében ugyanannyi energiát szállít, mintha egyetlen, 5785 K hőmérsékletű felületről származna, ezért ezt tekintjük a Nap effektív hőmérsékletének. A színképelemzések során kiderült, hogy ebben az alacsony hőmérsékletű rétegben olyan bonyolultabb molekulák is jelen vannak, mint a szén-monoxid vagy a víz.
A fotoszféra megfigyelései számos, főként a mágneses mezőhöz köthető jelenséget azonosítottak. Ilyenek a napfoltok, a granuláció, a napkitörések.

#### Granuláció, szupergranuláció
Bár a szabadszemes megfigyelők számára a Nap homogénnek látszik, csillagunk felszínének jellegzetes szemcsés megjelenése van, amelyet – megfelelő biztonsági rendszabályok betartása mellett – már kis távcsöveken keresztül is megpillanthatunk. A Nap felszíne lényegében úgy néz ki, mint egy fazék forrásban levő víz. A fotoszféra jellegzetes szemcsés szerkezetét, a granulációt a konvekciós zónából hőoszlopok formájában feltörő, majd lehűlve visszaáramló gáz hozza létre. Egy ilyen granula, azaz szemcse tipikusan 500 km átmérőjű. A granulák jellemzően kerek vagy sokszög alakúak, bennük a feláramlás sebessége 5–7 km/s, közöttük pedig a lehűlt, süllyedőben levő gáz található. Átlagos élettartamuk 10–20 perc, folyamatosan változtatják az alakjukat keverednek más granulák anyagával. Ezek a felszíni alakzatok a Földről – tudományos igényű vizsgálatok számára – nehezen figyelhetők meg a légkör zavaró hatása miatt, alapos tanulmányozásukra csak az űrkorszakban nyílt lehetőség, majd a 21. század távcsőfejlesztései, a számítógép-vezérelt adaptív optikák fejlődése teremtette meg a lehetőséget a földi megfigyelésekre is.
A granulák képesek óriási szerkezeteket is alkotni, ezek a szupergranulák. A szupergranuláció több száz granulákból létrejött, akár 100 000 km átmérőjű ugyancsak rövidebb életű rendszer, 1–2 napos élettartammal. Ez azonban nem figyelhető meg optikai úton, a szupergranulákat a vízszintes sebességeloszlás mérésével lehet kimutatni. A szupergranulákban a plazma áramlási sebessége 0,5 km/s körüli.

#### Napfoltok, napfáklyák
A napfelszín talán legrégebben felfedezett jelensége a napfolt-tevékenység. A csillagászattörténet főként az európai kultúrkör történeti emlékeire támaszkodik, így kevéssé ismert tény, hogy az i. e. 4. században történt az első napfolt-megfigyelés, kínai csillagászok által. Gan De és két társa, Si Sen és Vu Csian írták le először a napkorongon látható sötét foltokról. Kétszáz évvel később pedig már a napfoltok formájáról is születtek leírások. A megfigyelésekkel kapcsolatos feljegyzések sajnos nagyrészt elvesztek, így az első tudományos értékű – jól dokumentált – megfigyelések valóban Galilei első távcsöves eredményei lettek. A távcső csillagászati alkalmazása a jelenség részletes megismerését is lehetővé tette.
A napfoltok a fotoszférában található, a környezetüknél 1–2 ezer kelvinnel alacsonyabb hőmérsékletű – jellemzően 4000 K hőmérsékletű –, sötét területek. A napfoltok általában csoportokban jelentkeznek, melyek ellentétes mágneses polaritású vezető és követő részekre oszthatók, polaritásuk a Nap északi és déli féltekéjén ellentétes. Egy különálló napfolt mérete jellemzően a Földdel összemérhető nagyságú. Két jól megkülönböztethető részük van: a belső, sötétebb terület, az umbra és az ezt övező a világosabb, szálas szerkezetű zóna, a penumbra. Azonban a napfoltok nemcsak optikai jelenségként értelmezhetők, hanem „kézzelfogható” objektumok, a napfelszín „gödrei” is egyben. Az ún. Wilson–effektus elmélete szerint a lehűlt gáz összezsugorodik, ezért közelebb kerül a Nap belsejéhez, azaz a hidegebb napfolt a felszínen mélyedésként jelenik meg. A napfoltok élettartama általában néhány nap, de a nagyon nagy példányok élettartama több hét is lehet. Alakjuk legtöbbször közelítőleg kör, ám változatos skálán változik, ovális, vagy csepp alakú foltok is bőven akadnak.
A jelenség magyarázata a mágneses mező és az energiaszállítási rendszer kölcsönhatásából vezethető le: a napfoltoknál a felszínt áttörő mágneses erővonal-kötegek a hőt szállító áramlások ellen hatnak a konvektív zónában és akadályozzák az energia szállítását a felszínre. Ennek eredményeképpen alakulnak ki az alacsonyabb hőmérsékletű foltok, amelyek kevesebb fényt bocsátanak ki.
A napfolttevékenység hosszútávú megfigyelése ciklikusságot mutatott ki a napfoltok számának alakulásában. Átlagosan 11 év alatt zajlik le az a folyamat, amelyben először erőteljesen megnövekszik, majd ugyanilyen erőteljesen lecsökken a napfoltok előfordulása. A ciklus során nemcsak a foltok száma, hanem elhelyezkedése is változik. A napciklus kezdetén a foltok a 35–45°-os heliografikus szélességeken jelennek meg (általában a 45° szélességnél magasabban nem fordul elő napfolt). A napciklus előrehaladtával a felbukkanó új foltok az egyenlítőhöz egyre közelebb tűnnek fel. Ha a foltok vándorlását egy diagramon ábrázoljuk, egy jellegzetes mintázatot, az ún. pillangódiagramot kapunk.
A 11 éves ciklus összefügg a Nap ugyanilyen időközönként bekövetkező mágneses pólusváltásával, ám ennek mechanizmusát még nem ismerjük pontosan. Az egyes ciklusokban nem egyforma a napfolt aktivitás változása, vannak olyan ciklusok (vagy ciklus-sorozatok), amelyekben mégsem növekszik meg a napfoltok száma drasztikusan. Ilyen gyengébb ciklust figyeltek meg 1650 és 1710 között, az ún. Maunder-minimum idején. Ebben az időszakban a Földön egy átmeneti globális lehűlés volt megfigyelhető, az ún. „kis jégkorszak”, amelyet kutatók szoros összefüggésbe hoznak a Nap aktivitásának csökkenésével. Bár a tudomány akkori fejlettségi szintje (főként a mérési adatok hiánya) nem teszi lehetővé a pontos modellezést, kutatók úgy hiszik, hogy a Nap energiakibocsátása csökkent – ennek látható jele volt a napfoltok számának csökkenése –, amely befolyásolta a felsőlégköri ózon képződését, ezzel felborítva a légkörzés tartós folyamatait, megváltoztatva az éghajlati tényezőket.
A napfáklyák a fotoszféra felső tartományában lévő, a környezetüknél 300 fokkal magasabb hőmérsékletű felhők, amelyekből a napfoltok környékén világosabb gyöngyszerűen összefűzött szerkezetek alakulnak ki. Ezen szerkezeteket nevezzük fáklyamezőnek, ennek elemeit fáklyáknak.

#### Flerek
A fler a naplégkör egy korlátozott részének hirtelen (percek alatti) erős kifényesedése a röntgentartományban és esetleg más hullámhosszokon, amit lassú (mintegy fél óra-óra alatti) elhalványulás követ. (A fler kifejezés az angol flare – kifényesedés, erős fény – magyaros átirata.) A flert gyakran szokták a napkitörés szinonimájaként használni, utóbbiak azonban inkább a napkorona eruptív jelenségei, míg a flerek a fotoszféra mágneses eredetű kifényesedései. A legtöbb fler a mágneses tartományban figyelhető meg, ám a legnagyobbak hullámhossza a fény tartományaiban nyúlik át, elsősorban a hidrogén {\displaystyle H_{\alpha }}-vonalának hullámhosszára (ezek az ún. {\displaystyle H_{\alpha }}-flerek), ám a kivételesen nagyok bármiféle speciális szűrő nélkül a teljes látható spektrumban érzékelhetőek.
A flerjelenség oka a mágneses energia hirtelen felszabadulása a mágneses átkötődésnek nevezett folyamatban. Az átkötődés során a mágneses tér szerkezete leegyszerűsödik, energiája lecsökken. A felszabaduló energia a plazmában jelenlevő töltött részecskék (elektronok, protonok, atommagok) mozgási energiájává alakul, így az átkötődési pontból két átellenes részecskenyaláb indul ki.

### Kromoszféra
A Nap légkörének a fotoszféra fölötti rétege a kromoszféra. Nevének jelentése színes gömbréteg, mert a napfogyatkozások során vörös fényben ragyog. Vörös fényét a hidrogénnek köszönheti a normál megfigyelési körülmények között átlátszó réteg. A kromoszférában uralkodó hőmérsékleten a hidrogén egy foton kibocsátása közben tér vissza az első gerjesztett állapotából, így a sugárzás túlnyomó része a hidrogén 656,3 nm hullámhosszúságú élénkvörös, ún. {\displaystyle H_{\alpha }}-vonalban történik.
A réteg nem stabil, vastagsága 500–3000 km között változik. A kromoszféra alsó határa definíció szerint a Nap leghidegebb régiója, ahol a hőmérséklet 4500 kelvinre csökken. A kromoszférában azonban a hőmérséklet felfelé haladva ismét növekedésnek indul, és a réteg nagy részében 6–7000 K között mozog, tehát a kromoszféra valamivel melegebb a fotoszféránál. Végül a kromoszféra legtetején a hőmérséklet meredeken emelkedni kezd; a kromoszféra felső határát egyezményesen a 20 000 K hőmérsékletű szinten vonják meg. A hőmérséklettel ellentétben az anyag sűrűsége a kromoszférában is tovább csökken, 10−8 g/cm3-ről 10−16 g/cm3-re.
A kromoszférát vizuális megfigyelés esetén spektrohelioszkóppal, vagy fényképeket készítő spektroheliográffal, illetve különféle színszűrők segítségével lehet tanulmányozni. Színképelemzésre csak teljes napfogyatkozások alkalmával nyílik lehetőség, mert egyébként a fotoszféra színképe elnyomja a kromoszféráét.
A kromoszférába gyakran felnyúlik a fotoszféra granulációja, ún. flokkuluszok formájában. A kromoszféra legjellegzetesebb képződményei azonban a napfogyatkozásokkor megmutatkozó szálas szerkezetet alkotó szpikulák és szintén a napfogyatkozások fő látványosságának számító protuberanciák.

#### Szpikulák
A kromoszféra jelenségei közül a leggyakoribbak a sok helyen kinyúló, fűszálakra vagy tüskékre emlékeztető, ún. szpikulák. Felfedezésük Angelo Secchi nevéhez fűződik, még 1875-ből, később nevezték el a csillagászok szpikuláknak őket (az angol spike – tüske – szó kapott egy latin kicsinyítőképzőt: spicule). A legfrissebb kutatási eredmények a szpikulákat is összekötik a Nap mágneses mezejével: az 5 perces periódusú p-módusú oszcillációk keltik azokat a lökéshullámokat, amelyek a plazmát a mágneses fluxuscsövek mentén felfelé mozgatják, így a mágneses erővonalak mentén hosszú, „tüskeszerű” gázáramlások jönnek létre.
A szpikulák nagyjából 1000 kilométer átmérőjű, ám akár 6–10 ezer kilométer magasságba is felnyúló szálakká nyúlnak. Az anyag bennük 20–30 km/s sebességgel áramlik felfelé, majd elérve a maximális magasságot visszahullik a kromoszféra aljára. A folyamat mindössze 5–10 percig tart, egy-egy szpikula élettartama ilyen hosszú, aztán elenyészik és másik jön létre. Egyszerre hozzávetőleg 100 000 aktív szpikula lehet a napfelszínen.

#### Protuberanciák, filamantek
A protuberanciák a Nap fotoszférájából a kromoszférába emelkedő, nagyságrendileg 10–100 ezer kilométeres gáznyúlványok. A protuberanciák anyagát a Nap felszínéből kiemelkedő mágneses erővonalak tartják lebegő állapotban. A nyugodt protuberanciák élettartama több hét, az aktív (robbanó) protuberanciák gyorsan változnak, anyaguk ritkán ki is repülhet a Napról. A napkorong peremén a protuberanciák világosak, a korong előtt sötétek, utóbbi esetben filamenteknek is nevezik őket.

### Átmeneti réteg
A naplégkörnek a még „hideg” kromoszféra és a rendkívül forró napkorona között elhelyezkedő részét átmeneti rétegnek nevezzük. Ez a tartomány rendkívül vékony, mindössze néhány száz kilométer széles és itt játszódik le a hőmérséklet 20 000 K-ről a millió kelvines tartományokba történő ugrásszerű növekedése. Az átmeneti réteg megfigyelése a legújabb keletű a naplégkörben: ezen a hőmérsékleten a hidrogén ionizálódik, ami miatt nehéz a megfigyelése, helyette más elemek emisszióját kell segítségül hívni, amelyek színképvonalai azonban áttolódnak az ibolyántúli tartományba, amelyet azonban csak űreszközökről lehet megfigyelni.
Ha a naplégkör gömbszimmetrikus lenne, amint azt a legegyszerűbb modellek felteszik, akkor ez egy rendkívül vékony réteg lenne a kromoszféra és a korona között. A naplégkör ezen felső rétegei azonban igen távol állnak a gömbszimmetriától, ezért – mint a TRACE (Transition Region and Coronal Explorer) amerikai űrobszervatórium felvételei megmutatták – az átmeneti tartomány túlnyomó része nem egy réteg, hanem egy igen bonyolult, térben és időben változó finom struktúra, amely az egész napkoronát áthatja. Mindazonáltal az ilyen hőmérsékletű gáz a naplégkör térfogatának csak nagyon kis hányadát teszi ki. A klasszikus értelemben vett, rétegszerű átmeneti tartományt csupán az aktív vidékek fölött sikerült megfigyelni az ún. moha képében.

### Korona

A korona megjelenése az 1999-es napfogyatkozás során

A napkorona a Nap légkörének ritka és kiterjedt legkülső része, ahol a hőmérséklet meghaladja a félmillió kelvint. A hőmérséklet tipikus értéke 1–2 millió K, a sűrűségé 109 részecske/cm³, szemben a fotoszférával, amely 1017 atomot tartalmaz köbcentiméterenként. A korona sokkal kiterjedtebb, mint a Nap maga; 17 millió kilométeres távolságig mutatható ki a jelenléte. Éles külső határa nincsen. Magas hőmérséklete miatt a koronában a részecskék hőmozgásból adódó sebessége könnyen eléri a szökési sebességet, ezért a napkorona anyaga folytonosan szökik (miközben alulról pótlódik), ebben a folyamatban keletkezik a Napból kiinduló plazmaáramlás a napszél.
A napkorona sokkal átlátszóbb, mint az alatta levő rétegek, saját fényét azonban a sokkal fényesebb fotoszféráé általában elnyomja. A korona azonban így is megfigyelhető. A teljes napfogyatkozások idején akár szabad szemmel is (a védekezésre ilyenkor is gondolni kell), vagy koronagráfnak nevezett speciális távcsövekkel, melyekben egy korong kitakarja a Napot, ezzel „mesterséges napfogyatkozást” idézve elő. Speciális, professzionális megfigyelések tehetők röntgentartományban, kihasználva, hogy a naplégkör alig néhány ezer fokos alsóbb rétegei nem elég forrók ahhoz, hogy ilyen nagy energiájú sugárzást bocsássanak ki, a több millió fokos korona viszont igen, végül rádióteleszkópokkal, mivel a koronában végbemenő egyes jelenségek rádiósugárzást gerjesztenek. Mivel a röntgensugárzást a földi légkör elnyeli, s az égbolt háttérfényessége a korona megfigyelhetőségét a látható tartományban is erősen korlátozza, a korona megfigyelésére a földfelszínnél sokkal alkalmasabbak az űrobszervatóriumok.
Az optikai színképek alapján a korona négy komponensét (K-, X-, E-, és F-korona) szokás elkülöníteni:
- K–korona (fehér korona): a látható fény tartományában lényegében fehér fénnyel világítónak láthatjuk a koronát (napfogyatkozások alkalmával ezt láthatjuk a jelenség leglátványosabb részének), ez a látható korona. A napciklus előrehaladtával alakja folyamatosan változik, maximum idején közel gömbszimmetrikus, minimumkor hosszan elnyúlt alakú.
- E–korona (emissziós korona): az összetevőire bontott fényben figyelhetjük meg az emissziós koronát, amelyben fényes, emissziós vonalak figyelhetők meg, különböző fémek sokszorosan ionizált ionjainak vonalai. A legismertebb koronavonalak például a tizenháromszorosan ionizált vas (Fe XIV) zöld, a tizennégyszeresen ionizált kalcium (Ca XV) sárga, és a kilencszeresen ionizált vas (Fe X) vörös vonalai. Ezen ionok felfedezése szolgáltatta a bizonyítékot később a korona millió fokos extrém hőmérsékletére.
- X–korona (röntgen korona): a röntgentartományban is a millió fokos hőmérséklet kísérleti bizonyítékát találjuk, mivel az alacsonyabb hőmérsékletű szférákban nincs elég energia ilyen sugárzás kibocsátásához, itt viszont van. Ebben a környezetben sikerült felfedezni az ún. koronalyukakat, amelyek a mágneses tér nyitott szerkezetének nyomai.

A színképek alapján egy negyedik koronát is megkülönböztetünk, amely azonban már nem tekinthető szorosan a napkorona részének, ez már a bolygóközi tér porszemeiről visszaverődő fény:
- F–korona (Fraunhofer-korona): az E-korona emissziós (kibocsátási) vonalaival ellentétben az F-korona a Fraunhofer vonalakból, azaz a sötét elnyelési vonalakból rajzolódik ki.

#### Korona anyagkidobódás

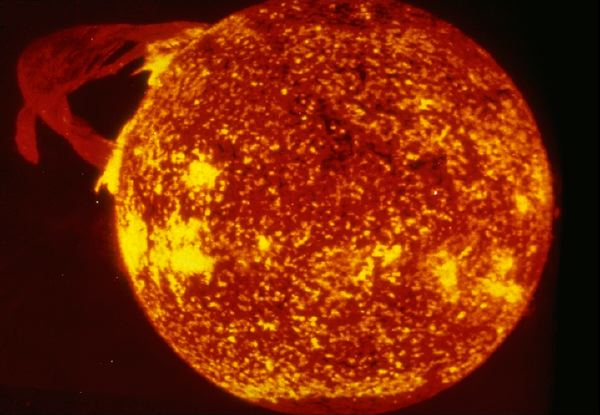
Látványos korona anyagkidobódás a Skylab–naptávcső egyik felvételén

A napkoronából kiinduló, ám a fotoszféra flereihez kapcsolódó jelenség a korona anyagkidobódás (régebbi nevén koronatranziens, angolul CME – Coronal Mass Ejection). A flerek kipattanása folyamán végbement mágneses erővonal-átrendeződésnek olyan következménye is lehet, hogy az aktív vidék fölötti mágneses fluxuskötegek elszakadnak a felszínhez közeli részeiktől és szabaddá válva óriásira (a napátmérő sokszorosára) fúvódnak fel majd nagy sebességgel eltávoznak a Naptól. A korona-anyagkidobódások a Naprendszer legnagyobb összefüggő alakzatainak tekinthetők. A felfúvódásnak az az oka, hogy az elszakadás után a fluxuskötegben uralkodó mágneses nyomással és az erővonalak görbültsége miatti feszültséggel immár semmi nem tart egyensúlyt. Az alakzat egy olyan gigantikus buborékként képzelhető el, melynek összetartó ereje nem a felületi feszültség, hanem a mágneses tér. Egy átlagos anyagkidobódással kilövellt anyag tömege kb. egymilliárd tonna lehet (a fenti táblázat alapján a nyugodt Nap ennyit kb. negyedóra alatt bocsát ki a napszél révén), sebessége 20 km/s-tól 1200 km/s-ig terjedhet.

### Helioszféra

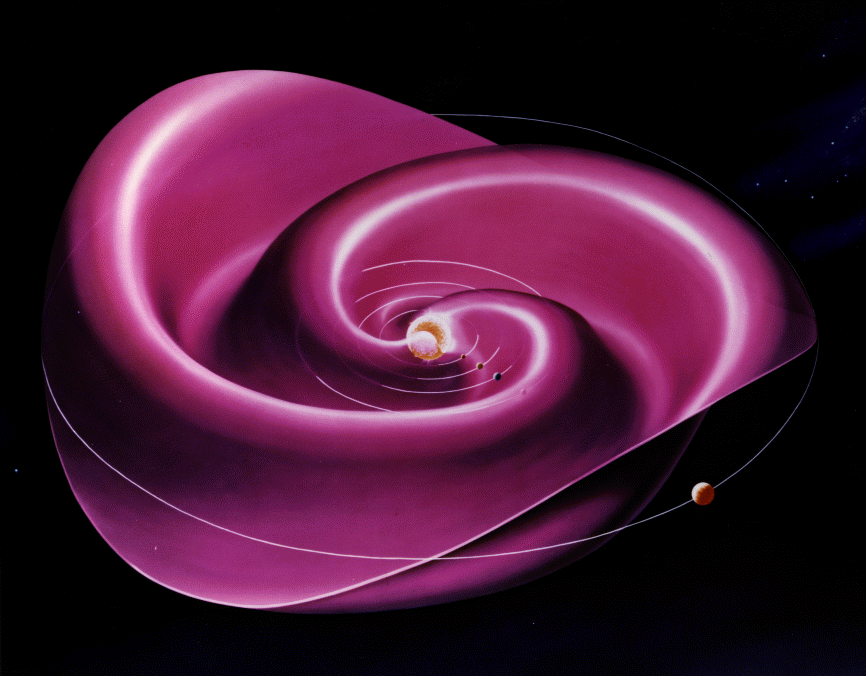
A helioszférikus mágneses tér alakja és elhelyezkedése a Naprendszerben

A helioszféra nem tekinthető a naplégkör részének, ám bizonyos szempontból mégis az: a napkoronán túl elterülő térrészt a Napból származó és folyamatosan pótlódó részecskék töltik ki. A nap magjától kifelé folyamatosan csökken az anyag sűrűsége, ez a folyamatos csökkenés folytatódik tovább a koronán túl is, a Naprendszer egészét kitölti a napszél gázárama és az általa hordozott részecskék. Fizikai szempontból tehát a Nap anyaga egész a Naprendszer gázdinamikai határáig, a heliopauzáig tart. A helioszféra tehát a napkorona és a heliopauza közötti térrészt, azaz a bolygóközi teret jelenti.
A heliopauza hozzávetőleg 100 CsE távolságban van, így a helioszféra egy ilyen méretű buborékot jelent, amelyet a Nap anyaga és gravitációs, mágneses, elektromágneses sugárzási hatásai uralnak. Ez a méret, a buborék alakjával együtt folyamatosan változik, függően a csillagszél nyomásától (amely a napciklussal változik) és a szomszédos csillagok csillagszeleinek nyomásától. A „buborék fala” nem más, mint a napszél és a külső csillagszelek erejének kiegyenlítődését kirajzoló vékony gömbhéj, a lökéshullámfront. A heliopauza határát hamarosan eléri a Voyager–1 szonda, majd később a Voyager–2 is.

## Kémiai összetétele
A Napot két fő alkotóelem építi fel, a hidrogén és a hélium (előbbi 92,1%-át, utóbbi pedig 7,8%-át képviseli számosság szerint - tömeg szerint a hélium 27,4%). Ezek mellett számos további – a csillagászat által „fémek” gyűjtőnéven említett – kémiai elem fordul elő, elsősorban a számosság szerint 0,1%-nyi, a csillag tömegének kb. 1,9%-át kitevő, leggyakoribb elemek, a nitrogén, az oxigén, a szén, a vas, a magnézium, a szilícium, a kén és a nemesgázok. Megfigyelési technikáink azonban csak arra elegendőek, hogy a fotoszféra pillanatnyi összetételét megfigyeljük, a Napban az anyagok eloszlása korántsem homogén, ráadásul dinamikusan változik, így a fotoszféra összetétele nem reprezentálja pontosan a csillag anyagösszetételét.
A magban magfúziós folyamatok zajlanak, amelyek során a hidrogén folyamatosan héliummá alakul át, ezért a belső régiókban a Nap sokkal nagyobb százalékban tartalmaz héliumot, mint a külső régiókban (ezt a jelenséget az tartja fenn, hogy a mag és a fotoszféra között nincsenek jelentősebb közvetlen konvekciós áramlások, amelyek elkevernék, homogenizálnák a Nap anyagát). A Nap fő alkotóelemeinek összetétele tehát folyamatosan változik a fúziós folyamat miatt. A hidrogénnél és héliumnál nehezebb anyagok részaránya nem változik, mivel ezek nem vesznek részt a fúzióban. A csillagfejlődés egy későbbi szakaszában, amikor a hidrogén már átalakult héliummá és beindul a héliumégető fázis, akkor fog a Napban néhány nehezebb elem keletkezni (a lítiumtól egészen a szénig terjedően). A megfigyelt fotoszférán belül azonban a fémes anyagok összetétele is változik az idő múlásával (még ha globálisan nem is változik az összetételük), mivel nagyobb tömegük miatt ezek folyamatosan a mag felé süllyednek és lassan kiürülnek a külső régiókból.
Csillagunk kémiai összetételét elsősorban a színképelemzés módszerével határozzák meg, amely a Nap (a napfény elemzéséből megállapítható) energiasugárzásának egyenetlenségeiből képes az objektumban előforduló kémiai elemek kimutatására.

## A mágneses mező

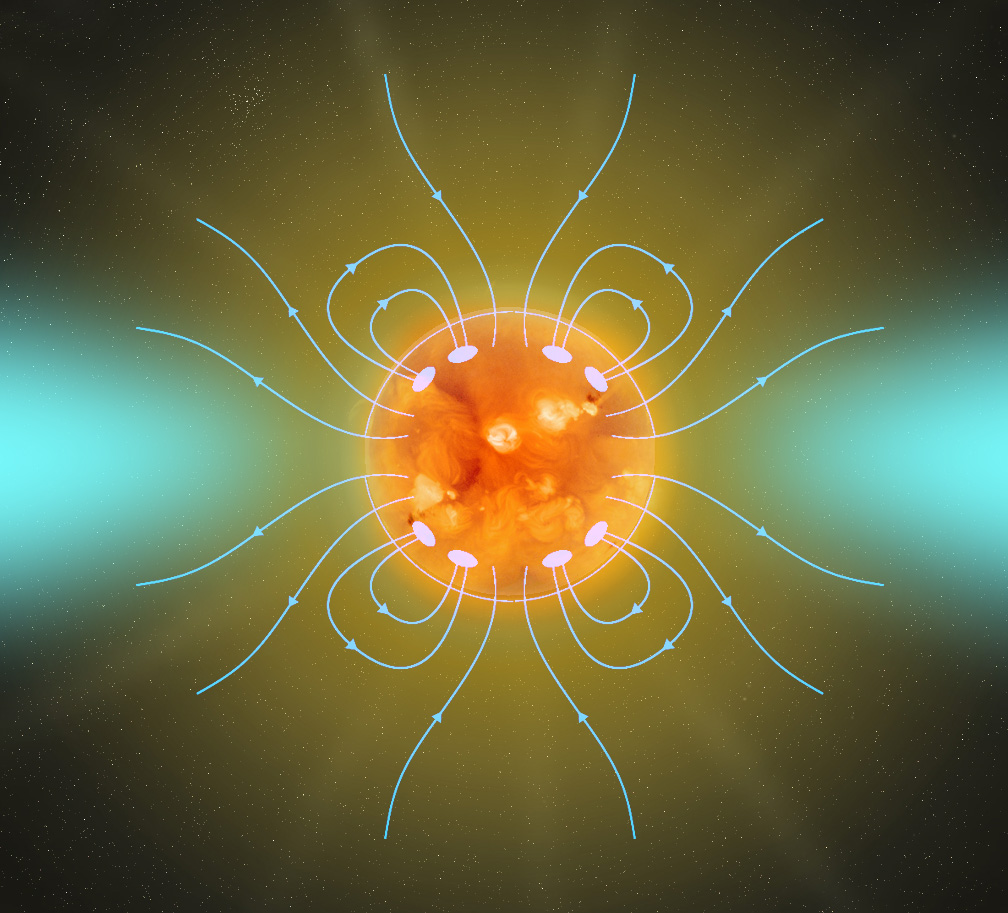
A Nap mágneses erővonalai

A Nap erős mágneses térrel rendelkezik, amit valószínűleg a töltéssel rendelkező anyagtömegek mozgása idéz elő a konvektív zónában, illetve a sugárzási zóna felső részének tekinthető tachoklínában. Csillagunk mágneses mezeje azonban nem hasonlít mindenben a Föld dipól mágneses mezejéhez, hanem attól sokkal bonyolultabb, változó intenzitású, irányú és szerkezetű mező jellemzi. A Nap összes anyaga képlékeny plazma állagú, ez teszi lehetővé, hogy az egyenlítői területei gyorsabban forogjanak, mint a sarkvidékek, ezt nevezik differenciális rotációnak. Az eltérő forgási sebesség miatt a Nap mágneses mezejének erővonalai időről időre összegabalyodnak és mágneses hurkok formájában elszakadnak a felszínétől, drámai napkitöréseket okozva ezzel. A 11 évig tartó napciklus során ezek a zavarok egyre gyakoribbá és erőteljesebbé válnak, és végül bekövetkezik a mágneses pólusok felcserélődése. Emellett a ciklikusság mellett a mágneses aktivitás felelős a Napon megfigyelhető szinte minden jelenségért: a napfoltokért, a fáklyamezőkért, a flerekért és napkitörésekért.
A Nap forgó mágneses mezője a bolygóközi anyagban létrehozza a helioszférikus mágneses teret. Ez a plazmából álló szerkezet betölti szinte az egész Naprendszert, jelenlétét a Nap mágneses mezejének a Föld közelében érzékelhető erőssége is bizonyítja. A Nap közelében 10−4 tesla értékű mágneses mező erőssége a Földnél még mindig 10−9 tesla, pedig a számítások szerint csak 10−11 tesla lehetne, ha a bolygóközi plazma nem erősítené fel.

## A Naprendszer
Központi csillagunk nem egymagában álló objektum, hanem egy égitestekből, porból és gázokból, valamint különböző kölcsönhatásokból álló rendszer – a Naprendszer – központi objektuma, amelyet a Nap gravitációja tart egybe. A rendszer határait csillagunk gravitációja jelöli ki, amely mindaddig terjed, ahol már egy másik csillag gravitációs hatása válik erősebbé. Ezen belül helyezkedik el az ún. helioszféra, amelynek burka szintén felfogható a Naprendszer egyfajta határaként. Ez a burok a csillagközi anyagban a Nap által keltett napszél által tisztára fújt buborék, amely addig terjed, ahol más csillagok szeleinek hatása nagyobb már. A Naprendszer két logikai részre osztható, a belső Naprendszerre és a külső Naprendszerre. Ezeket a csillagkeletkezési folyamat során visszamaradt anyag akkréciós korongjából keletkezett objektumok eltérő fizikai tulajdonságai különböztetik meg (a belső Naprendszer a kőzetbolygók és holdjaik és a szintén kőzetekből felépülő kisbolygók és törpebolygók birodalma, míg a külső Naprendszer a gázokból és különböző jegekből felépülő óriásbolygók, óriásholdak és üstökösmagok hazája). A Naprendszert teljesen betölti a napszél, a csillagunkból kiinduló folyamatos részecskeáramlás, amely kölcsönhatásba lép az égitestekkel, létrehozva az űridőjárást.

## Helye a galaxisban és a világegyetemben
Napunk a Tejútrendszer csillaga, a galaxis Orion-karjának belső peremén, a központi fekete lyuktól 25 000 ± 1000 fényévre kering ellipszis alakú pályáján. Átlagosan 1 000 000 km/h pályamenti sebességével nagyjából 226 millió évente tesz meg egy kört a galaxis központja körül, azaz ennyi idő alatt telik el egy kozmikus év. A Nap a Tejútrendszeren belüli, az ún. Lokális Csillagközi Felhőn halad keresztül éppen, amely egy 30 fényév átmérőjű sűrű anyagfelhő egy nagyobb, 300 fényév átmérőjű üres alakzat, a Lokális Buborékon belül. A sűrű anyagfelhő a Napunk csillagszele által fújt buborékon kívül fekszik, ezt a térrészt több ezer fokos plazma tölti ki, amely korábbi szupernóva robbanások eredménye. A Napnak megfigyelhető a keringéséből adódó saját mozgása is, amelynek látszólagos iránya a Lant és a Herkules csillagkép között, a Vega csillaghoz közeli, ún. Apex-pont felé mutat.
Csillagunk környezete meglehetősen ritka, egy tíz fényéves körzetben mindössze hét csillagrendszer 11 csillaga található. Legközelebb – 4,4 fényévnyire – az Alfa Centauri hármas rendszere található, jelenleg (a szomszéd rendszer csillagainak egymás körüli keringése folytán) ennek legkisebb tagja, a Proxima Centauri (más jelöléssel, az Alfa Centauri C) vörös törpe esik a legközelebb hozzánk. A Nap az ún. galaktikus lakhatósági zónában kering a Tejútrendszeren belül, ami sokban segített az élet kialakulásában.

## Hatások a Földön

### Sugárzási hatások
A napaktivitás hatása a Földön és környezetében is érzékelhető. Mivel a Földnek van saját mágneses tere, a napszél nem tud közvetlenül belépni a légkörbe, hanem előbb a Van Allen-övben gyülemlik fel. Az övezet belső részén főleg protonok, míg a külső részén elektronok találhatóak, és a sugárzása időnként műszaki problémákat okoz a műholdaknál.
A Van Allen-öv köríveket alkot a Föld körül, amelyek a sarkok közelében metszik egymást. Az energia nagy része idővel kitör az övezetből és belép a légkör legfelső részébe, ahol sarki fény formájában láthatóvá válik. A sarki fény mágneses pólusok környékén, többnyire a 65. földmágneses szélességi fokon belül látható, de a napfolttevékenység felerősödése idején az egyenlítőhöz közelebb fekvő területeken is megfigyelhető.
Az erősebb napviharok megzavarják a navigációs és hírközlő műholdak működését, bizonyos repülőjáratokat, a GPS-t, a nemzetközi banki műveleteket vagy akár a mobiltelefonok használatát is korlátozhatja. A napvihar hatással van a pólusok közelében haladó repülőgépek navigációs műszereire, rádiós kommunikációjára, személyzetére és utasaira is. Érintett repülési útvonalak például a New York–Tokió, a New York–Hong Kong és a Peking–Chicago viszonylatok. A kritikus időszakokban ezek használatát korlátozzák, illetve a gépeket más (hosszabb) útvonalra terelik. 1989-ben egy napvihar következtében Québec lakosainak egy része hat napig áram nélkül maradt.

### A napenergia
A Nap energiája elsősorban közeli ibolyántúli, látható és infravörös sugárzás formájában hagyja el a csillagot, de a Nap kisebb mennyiségben mindenféle más frekvenciájú elektromágneses sugárzást is kibocsát, a gamma- és röntgensugaraktól egészen a rádióhullámokig. A Napból másodpercenként kisugárzott energia teljes mennyiségét a Nap sugárzási teljesítményének nevezzük, ez az érték 3,86·1026 watt. A kisugárzott energiamennyiségnek kevesebb mint tízmilliárdod része, 174 petawatt (1015 watt) energia éri el a Földet a légkör felső részén, amelynek nagyjából 30%-a elnyelődik a felhőkben, óceánokon és a szárazföldeken. Az elnyelt energia melegíti az őt elnyelő közeget, ez a hőteljesítmény a beesési irányra merőleges felületen mérve 1,36 kW/m² (ezt nevezik napállandónak), a földfelszínen mérve ideális esetben ~1 kW/m² hőteljesítmény mérhető.
A Nap energiája hozza létre az ún. kozmikus lakhatósági zónát, azt a Nap körüli gömbhéjat (egy bolygó pályájára értelmezve pedig sávot), amelyen belül az energia elegendő a víz folyékonyan tartásához.
A napenergia a legbővebben rendelkezésre álló megújuló energiaforrás, a Földet a Napból annyi energia éri el egyetlen óra alatt, mint amennyit az emberiség egy egész év alatt fogyaszt el más energiahordozókból. Azonban jelenleg ezen energia csak elenyésző töredékét hasznosítjuk, elsősorban technikai korlátok miatt, másodsorban a napenergia változó elérhetősége miatt (éjjel nincs napenergia utánpótlás, magasabb földrajzi szélességeken télen lényegesen kevesebb energia érkezik, mint nyáron, illetve a felhős napokon is kevesebb energia éri a felszínt, mint napsütéses időjárás esetén).
A napenergia hasznosítása az előállítás szempontjából történhet passzív, vagy aktív módon. A passzív módszer az üvegházhatás jelenségét használja fel, amikor megfelelően megválasztott anyagokkal (pl. üveg, műanyag fólia) a hőenergia csapdába ejthető és létesítmények fűtésére használható. Az aktív módszer napkollektorok vagy napelemek alkalmazását jelenti, amikor a napenergiát hő- vagy elektromos energiává alakítják és ezt a másodlagos energiát használják fel. Felhasználási szempontból az energia többféle felhasználás szerint csoportosítható. Eszerint a napenergia használható épületek fűtéséhez, mezőgazdasági termelés hőszükségletének előállításához, vízmelegítéshez, desztillációhoz (tengervíz sótlanítás és/vagy sólepárlás), elektromos áram előállításhoz (naperőművek), járművek meghajtásához, űreszközök energiaellátásához, elektromos eszközök (pl. zsebszámológépek, mobiltelefon-töltők, stb.) közvetlen áramellátásához.
A napenergia el nem nyelt része visszasugárzódik a világűrbe. Ehhez köthető napjaink egyik legégetőbb környezeti problémája, a globális felmelegedés is (legalábbis a legvalószínűbbnek tartott magyarázat szerint). Az ipar, a háztartások és a közlekedés által a légkörbe juttatott üvegházhatású gázok az űrbe visszasugárzódó energia egy részét csapdába ejtik, egyre nagyobb hőmennyiséget akkumulálva a légkör burkán belül, a bolygó felszínén mért hőmérséklet emelkedését okozva.

### Élettani hatások

#### Az emberi szervezetre gyakorolt hatása
Szabad szemmel a Napba nézni fájdalmas és átmeneti vakságot okozhat, ugyanis ebben az esetben 4 milliwatt napenergia érkezik a retinára, ami kissé felmelegíti és bizonyos esetekben – de nem jellemzően – maradandóan károsítja azt. Ez indokolja a napfogyatkozások alkalmával védőszemüveg használatát is. Továbbá az UV-sugárzás az évek során akkor is károsíthatja a szemet, ha nem nézünk bele közvetlenül a Napba.
Orvosi szempontból megoszlanak a vélemények a Nap szervezetünkre gyakorolt hatásaival kapcsolatban. A bőrgyógyászok kutatásai szerint az UV-A sugarak a bőr korai öregedését okozzák, míg az UV-B-sugárzás nagymértékben megnöveli a bőrrák és a szürke hályog előfordulását. A túlzott és védekezés nélküli napozás hatására bőrünk ráncossá, rugalmatlanná válhat. Az ismétlődő leégések rákos folyamatokat indíthatnak el.
Jótékony hatása viszont, hogy a Nap ibolyántúli tartománya biztosítja, hogy szervezetünkben D-vitamin keletkezzen, ami nélkül csontozatunk és immunrendszerünk elgyengülhet. A nap melegének hatására az erek kitágulnak, fokozódik a bőr vérellátása, felgyorsul a salakanyag-eltávolítás, javul a sejtek tápanyagellátása és kedvezően hat az anyagcsere-folyamat enzimjeinek működésére is. Egyes bőrbetegségek kezelésére, mint az ekcéma vagy a pikkelysömör, kifejezetten ajánlott. Depresszió kialakulásának megakadályozására vagy ellensúlyozására a napozás az egyik leghatékonyabb természetes terápia.
A klorofill a növények által felszívott és átalakított napenergia, amely a „növény vére”. Az ember egészségének tekintetéből a klorofill ugyanolyan fontos, mint a napfény. A klorofill bizonyítottan pozitív hatású a rák számos fajtájának és az érelmeszesedésnek a megelőzése és gyógyítása szempontjából. Számos tudományos kutatási eredmény bizonyítja, hogy alig létezik olyan betegség, amelynél ne lehetne klorofillal javulást elérni.

#### Hatások a növényi szervezetekre
A növények jelentős része (és bizonyos baktériumok) létfenntartásukhoz a napenergia felhasználásával állítják elő az energiát. Az ún. fotoszintézis nevű folyamat során a fényenergia kémiai energiává alakul. A fotoszintézisben a levegőben található szén-dioxidból, a talajból nyert vízből és a fényenergiából a növények szénhidrátot állítanak elő, míg a folyamat melléktemékeként oxigén szabadul fel. A földi növényzet által a fotoszintézis során felhasznált energiamennyiség évi 3000 exajoule, amely a teljes bolygót érő besugárzás 1 ezrelékét sem teszi ki.

## A tudományos megismerésének története

### Korai elméletek, megfigyelések

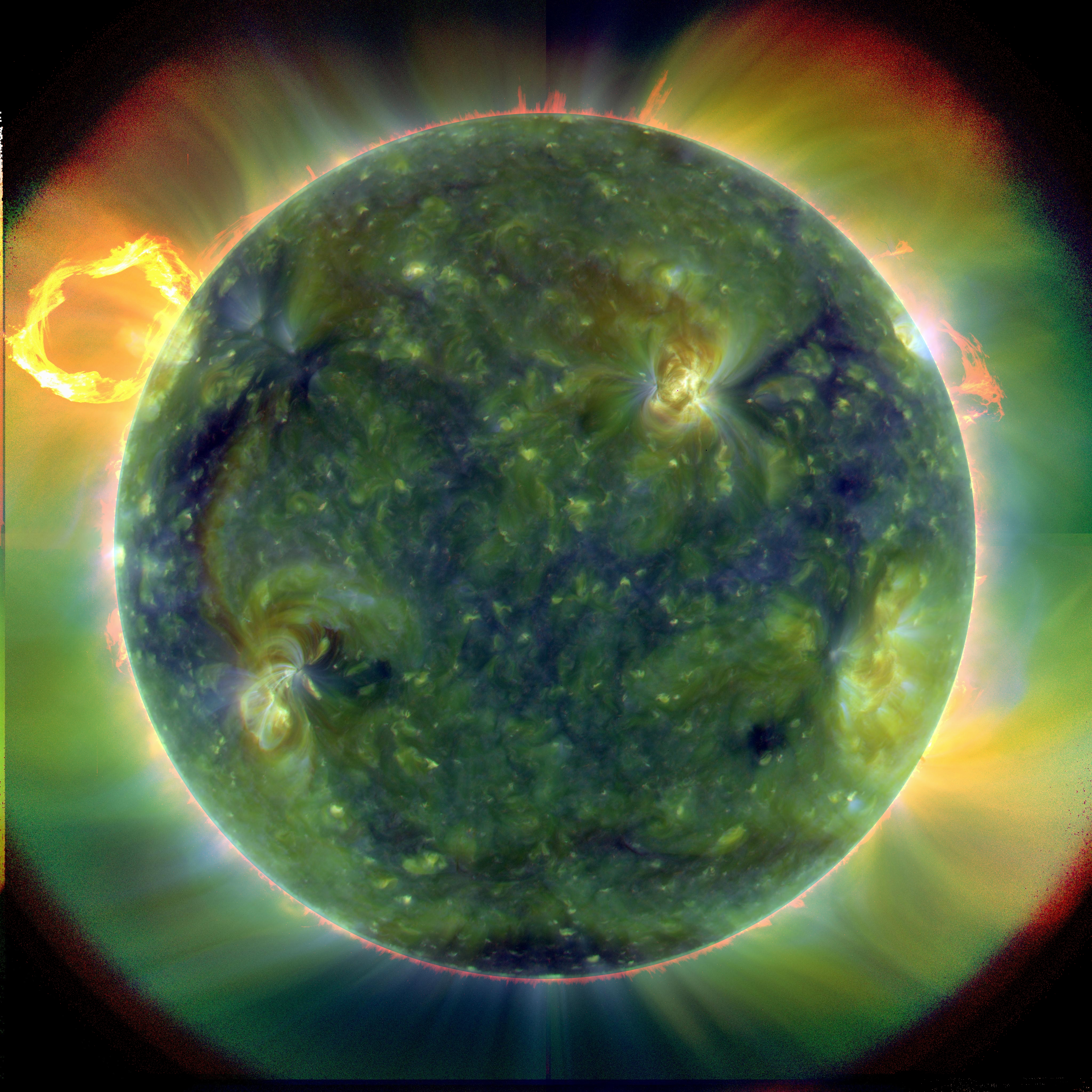
SDO felvétel, 2010. március 30-án. A színek különböző gázhőmérsékletre utalnak: a vörös alacsonyabb (közel kelvin), a zöld magasabb ennél (egymillió kelvin)

A Napot számos ókori civilizációban természetfeletti jelenségnek tekintették és istenként – Egyiptomban például főistenként (Amon, Aton) – tisztelték. Ugyanakkor ugyanezen civilizációk behatóan tanulmányozták a Napot (és a többi égitestet), amelyre mezőgazdasági előrejelzési, vagy hajózási, navigációs ismeretek fejlesztése miatt volt szükség. Ezen megfigyelések első – mai értelemben vett – tudományos eredményét a milétoszi Thalész, matematikus nevéhez köti a tudománytörténet az i. e. 7. századból: a görög tudós megfigyelései alapján kimondta, hogy a Holdat a Nap világítja meg, ezzel saját fénnyel rendelkező és nem rendelkező égitestekre osztályozta az égi objektumokat (a Napot pedig az előbbi csoportba sorolta be). Nagyjából fél évszázaddal később Püthagorasz vetette fel a Hold fázisváltozásainak megfigyeléséből, hogy a Föld, a Hold és a Nap gömbölyű. Ezt a tételt az i. e. 3. században nem kisebb gondolkodó igazolta, mint Arisztotelész, amelyet kiegészített azzal a nap- és holdfogyatkozások megfigyeléséből levezetett felismeréssel, hogy a Föld–Hold és Föld–Nap távolságok különbözőek és a Nap messzebb van, mint a Hold. Ezeket a tanokat általában szabadon terjeszthették a görög bölcsek, ám a tudománytörténetet végigkísérték a vallási üldöztetések, akadályozva a felfedezések terjedését.
Anaxagorasz görög filozófus volt az első az i. e. 5. században, aki természettudományos magyarázatáért – szerinte a Nap egy izzó kőgömb volt, amely nagyobb a Peloponnészoszi-félszigetnél – vallási üldöztetésben részesült. Szokatlan elképzelését istenkáromlásnak minősítették, őt magát börtönbe vetették, a halálos ítéletét csak Periklész közbenjárására nem hajtották végre.
A görög filozófusokat követően nem a Nap mibenlétét, hanem inkább látszólagos égi mozgását fürkészték a tudósok. Az ókori Róma napkutatása a Julius Caesar naptárreformjához alapjául szolgáló megfigyelésekben, az év hosszának pontos megfigyelésében merült ki. A következő tudományos idényű megfigyeléssorozat az arab tudósok nevéhez fűződik. A vallási alapokon (a Nap járásához kötött napi imák időpontjának pontos meghatározásán) nyugvó megfigyelések közül kiemelhető Albategnius excentricitás-változásra vonatkozó felfedezése, vagy Ibn Junus több mint 10 000, tudományos igényű nappozíció meghatározása. Mindezek, bár a Nap volt a közvetlen megfigyelési célpont, mégis inkább a Föld keringésére szolgáltattak adatokat, igaz, a megfigyelők az uralkodó geocentrikus világkép miatt úgy tudták, a Nap Föld körüli keringését figyelik meg.
A következő Nappal kapcsolatos felfedezést a reneszánsz Európa jegyzi a tudománytörténetben: a többi bolygó megfigyelése alapján a tudósok a Föld helyett a Napot kezdték központi égitestként kezelni kimondva, hogy a Föld – és a többi bolygó – kering a Nap körül, nem pedig fordítva. A heliocentrikus világkép első megjelenése még az ókori görög kultúrából származik, Arisztarkhosz Kr. előtt 300 évvel vetette fel a Naprendszer létét, ám ezek a tanok még feledésbe merültek. A Nap szerepére vonatkozó új elméletet a bolygók égi mozgásának magyarázatára vezette be Kopernikusz lengyel csillagász. A kopernikuszi fordulat néven is említett felfedezés a kozmológia legnagyobb hatású tudományos elmélete volt, amelyet a távcső felfedezése után, az eszköz használatával végzett megfigyelések támasztottak alá.

### A távcső korszakának eredményei
A kopernikuszi tanok bizonyítását – és lényegében az egész csillagászat forradalmát – egy új találmány, a távcső feltalálása tette lehetővé. Az eszköz első tudatos csillagászati felhasználója Galileo Galilei, olasz természettudós volt, aki az 1600-as évek elején számos korszakos felfedezést tett vele. Ezen megfigyelések jó néhány közvetett bizonyítékot szolgáltattak a napközpontú elmélet mellett. Galilei felfedezte a Jupiter négy legnagyobb holdját, az ún. Galilei-holdakat és ezek mozgásából kiderült, hogy azok az óriásbolygó körül keringenek, amely ellentétes volt a geocentrikus elméletel, miszerint minden a Föld körül kering. Galilei másik ilyen közvetett bizonyítéknak számító megfigyelése a napfoltok felfedezése volt. A korabeli elmélet szerint a Nap „makulátlanul” tökéletes gömb volt, ám a napfoltok megtörték ezt a hiba nélküli képet, az elmélet tarthatatlanságát mutatva.
Galilei a kopernikuszi tanokat támogató nézeteit publikálta is, ezek alapján több kortársa vált az elmélet hívévé. Ezek egyike volt a Prágában dolgozó császári csillagász, Johannes Kepler, aki a bolygók mozgásának matematikai leírásán dolgozott és levelezésbe is bocsátkozott az itáliai tudóssal. Kepler a távcsövet és elődje, Tycho Brahe akkurátus szabadszemes megfigyeléseit felhasználva megalkotta a Kepler-törvényeket, amelyek pontos matematikai bizonyításként szolgáltak a napközpontú világképhez. A Nap szerepe tehát az 1600-as évek első évtizedeiben alapvető változáson ment át, a Föld körül keringő égitestből a világegyetem központjává vált.
Bár a távcsővel, mint eszközzel nem álltak közvetlen kapcsolatban Isaac Newton gravitációs kutatásai – sőt a Nappal, mint csillagászati objektummal sem – a tömegvonzás jelenségének felismerése és matematikai leírása újabb alapkő volt a heliocentrikus világkép bizonyításában. Az angol tudós géniusz érdeklődése később a fénytan felé fordult, amelyben az egyik kutatási területe a napfény volt. Egy prizma segítségével sikeresen összetevőire bontotta a fehér napfényt. Ez utóbbi módszert felhasználva fedezte fel később William Herschel az infravörös sugárzást 1800-körül. A 19. században végzett vizsgálatok során Joseph von Fraunhofer elsőként figyelt meg abszorbciós vonalakat a Nap színképében. 1868-ban, a fotoszféra színképvonalainak vizsgálata során Norman Lockyer, egy, a Földön még ismeretlen anyag jelenlétét fedezte fel a spektroszkópia alkalmazásával. Ezt az anyagot – amit 1895-ben már a Földön is elő tudtak állítani – két évvel később a Nap görög neve, Héliosz után héliumnak nevezte el.
A Nappal kapcsolatos talán legnagyobb felfedezés a távcső és a fény összetevőire bontásának (azaz a spektroszkópia alkalmazásának) összeházasításából született. Ennek úttörője Angelo Secchi páter volt, aki a csillagok színképét kezdte tanulmányozni és megállapította, hogy a csillagok színképük alapján néhány jól meghatározható csoportba rendeződnek és Napunk az egyik csoportba tökéletesen beleillik. Megszületett tehát a Nap mibenlétének legpontosabb meghatározása: a Nap egy csillag. Ez a felfedezés egyben a világegyetem központi égiteste címtől is megfosztotta a Napot, galaxisunk akkoriban ezernyinek hitt, ma százmilliárdnyinak tudott csillagának egyikévé vált.
A legtovább fennmaradt tudományos rejtély a Nap belsejében zajló folyamatok természete, a „Nap működési elve” volt. A korai elméletek – melyek szerint hidrogén és oxigén egyszerű égése, hideg meteorrajok becsapódása, vagy részecskék kölcsönös megsemmisülése szolgáltatná a Nap energiáját – sorra tarthatatlannak bizonyultak, elsősorban mert ezek a folyamatok túl rövid lefolyásúnak bizonyultak a Föld akkor gondolt korához képest. A vita a 19. század derekán a Hermann von Helmholtz és Charles Darwin által felvetett elméletek ellentéteiben csúcsosodtak ki. Helmholtz egy 1854-es előadásában fizikai magyarázatként azt vetette fel, hogy a Nap energiáját a hatalmas gáztömeg gravitációs összehúzódása szolgáltatja, az elmélet feltétlen hívévé váló Lord Kelvin pedig támogatandó az elméletet 24 millió éves élettartamot számított ki a folyamatra, amely elegendőnek látszott ahhoz, hogy „beleférjen a történelem”. Öt évvel Hemholtz elmélete után tette közzé Charles Darwin A fajok eredete című munkáját, amelyben az egyik angliai természeti képződmény kialakulását 300 millió évre becsülte. A két elmélet hívei azonnal vitába szálltak, de az evolúciós és geológiai folyamatok meggyőzően tanúsították a nagyságrendekkel nagyobb időskálák szükségességét, mint amit a fizikusok a Nap (és értelemszerűen a Föld) életkorára meghatároztak. A fizikusok előtt álló probléma hosszú ideig az volt, hogy olyan folyamatot találjanak, amely elegendő hosszú ideig működik önfenntartó módon és a megfelelő mennyiségű energiát termelve ahhoz, hogy összecsengjen a más módszerekkel mérhető földtörténeti kormeghatározásokkal.
A megoldáshoz vezető kulcslépés az atommagok belsejének megismerése, a radioaktivitás Pierre Curie általi 1903-as felfedezése volt. 1904-ben Ernest Rutherford vetette fel, hogy a Nap energiáját nukleáris reakciók biztosítják. 1905-ben pedig Albert Einstein „Függ-e a test tehetetlensége az energiájától?” című cikkében tette közzé híres E=m·c² képletét, illetve azt a teóriát, hogy az anyag képes átalakulni energiává. George Gamow 1928-ban fedezte fel, hogy az azonos töltésű, egymást taszító részecskék is képesek egymáshoz közel kerülni, megteremtve a magfúzió elméleti alapjait. 1938-ban Carl Friedrich von Weizsäcker Hans Bethe felvetése alapján az előzőek szintézisével leírta az ún. CNO-ciklust, egy magfúziós folyamatot, amelyben hidrogénatomok héliumatomokká alakulhatnak át szén, nitrogén és oxigén katalizáló jelenléte mellett.
A probléma végső megoldása Hans Bethe nevéhez fűződik. 1939-ben jelent meg „Energy Production in Stars” című cikkében publikálta először a proton-proton ciklus elméletét, a Nap energiájának 98,5%-át biztosító magfúzió elméletének kidolgozását. Az elmélet kimondja, hogy a hidrogénatomok egyesüléséből héliumatomok, energia, fotonok és neutrínók keletkeznek. A neutrínó sikeres detektálásával bizonyítható volt az elmélet, amelyre 1956-ban került sor az Egyesült Államokban.

### Az űrkorszak megfigyelései – Napkutató űreszközök
Az űrkorszak első felfedezéseinek egyike rögtön a Naphoz kötődik. A Luna–2 1959. szeptemberében a Hold felé tartva felfedezte a napszelet. A kifejezetten a Nap megfigyelésére szolgáló első űrszondák a NASA Pioneer-5, 6, 7, 8 és 9 jelű szerkezetei voltak, 1959 és 1968 között. Ezek a Földdel megegyező távolságban keringtek a Nap körül és a napszél alapos tanulmányozása mellett a Nap mágneses mezejének a feltérképezése is nekik köszönhető. A Pioneer–9 különösen hosszú életűnek bizonyult, még 1987-ben is közvetített adatokat. A szondák nem tökéletesen pontosan, csak közelítően a Föld pályáján keringenek a Nap körül, ezek a kis eltérések azonban az idő múlásával a földpálya különböző pontjaira juttatták az eszközöket, a Nap éppen nem látható oldalát is megfigyelhetővé, az ott zajló jelenségek alapján az űridőjárás előrejelzését lehetővé téve.
Egy különösen sikeres kísérletsorozat volt a Skylab-program napobszervatóriumával végzett megfigyeléssorozat. Az 1973-ban feljuttatott Skylab űrállomás egy külön részegységet kapott (az Apollo holdkompból kialakított Apollo távcsőállványt), amellyel a három, egymást váltó legénység figyelhette meg a Napot. A megfigyelések a látható fény tartománya mellett kiterjedtek a spektrum infravörös, ultraibolya és röntgen tartományára is. Ez utóbbi tartományban fedezték fel az ún. koronalyukakat, a napkorona azon részeit, ahol a mágneses tér szerkezete nyitottá válik. A Skylab először szolgáltatott részletes képet a kromoszféra szerkezetéről, a szpikulákról – a kromoszférából a napkoronába felnyúló anyagnyalábokról –, e megfigyeléssorozat nyomán jött létre az első alapvető modell az atmoszféráról. A kizárólag a sarkok környékén előforduló jelenségekről (óriásszpikulákról, hosszú időn át fennmaradó koronalyukakról, nyitott mágneses vonalakról, amelyek a nagy protuberanciák kipattanásának helyei), az energiasugárzásról, amely a belső hőt juttatja el a csillag belsejéből a külső rétegekbe is a Skylab adott először pontos információkat a kutatók kezébe. Ezen megfigyelések voltak az első részletes összképet nyújtó megfigyelések az átmeneti tartományról és elsőként ezekből kaptak a tudósok valós képet a Nap jelenségeinek méreteiről, végül a legtöbb jelenségben közrejátszó mágneses erők kulcsszerepét is ezen mérések fedték fel.
A következő fejlődési lépcsőt a Helios-program (egy közös német-amerikai napkutató program) űrszondái képviselték a Napmegfigyelésben. Az 1974-ben és 1976-ban felbocsátott Helios–1 és –2 már a Merkúr pályáján belülről végzett kutatásokat. Rekord közelségbe jutottak a Naphoz és rekord sebességet is értek el, és a Föld távolságában érzékelhetőnél sokkal intenzívebb napszelet kutathatták.

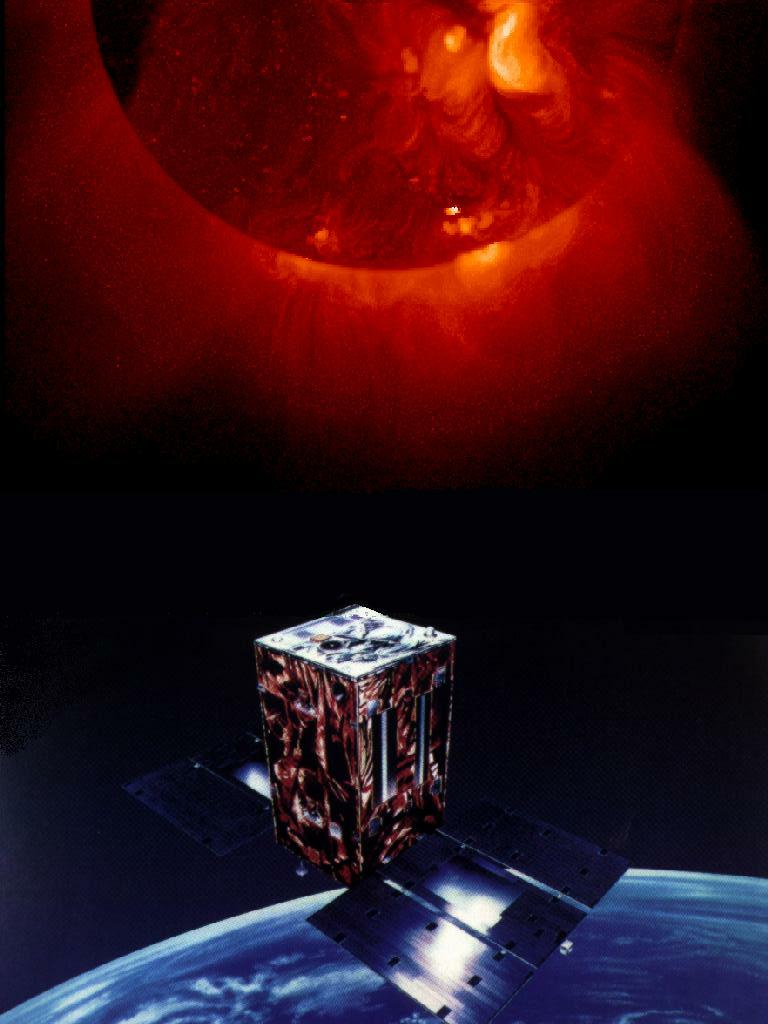
Yohkoh űrszonda

A japán Yohkoh műholdat 1991-ben bocsátották fel és feladata az volt, hogy röntgencsillagászati eszközökkel évtizedes időtávon figyelje meg a Napot. A szonda nagyjából a napciklus csúcsán startolt és végül élettartama lehetőséget nyújtott egy teljes ciklus nyomon követésére. Röntgen képalkotó, illetve röntgen- és gammaspektrográf műszerei a napkoronát figyelték, fontos szerepet játszva a több millió fokos korona mágneses fűtési mechanizmusának megértésében és a folyamatok feltérképezésében az űridőjárási előrejelzések megteremtésében, a nagy energiájú flerek keletkezési helyeinek és mechanizmusának tanulmányozásában. A szonda egy 2001-es napfogyatkozás alkalmával elvesztette a Napot és orientációs rendszere meghibásodott, így soha többé nem sikerült megfelelő irányba fordítani, majd végül 2005-ben megsemmisült.

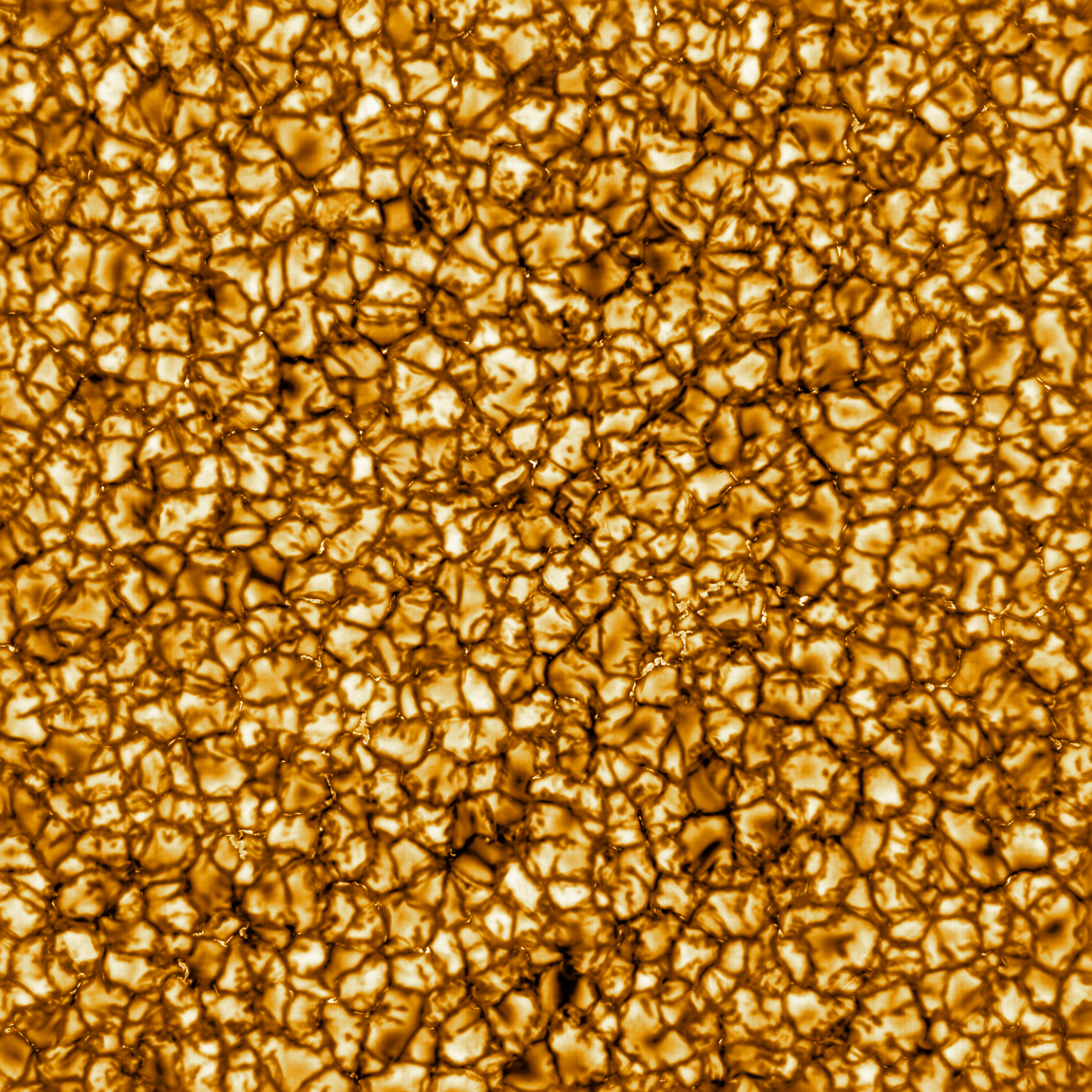
A napfelszín nagyfelbontású képe, 789 nanométer (nm) hullámhosszon elkészített kép, a fotón a nap 19 ezerszer 10 ezer kilométeres szelete látható, 2020. january 20

Az Ulysses űrszonda egy teljes cikluson át (1990–2001) tanulmányozta a Napot, a bolygók keringési síkjából kilépve, így rengeteg új információt szolgáltatott a Nap pólusairól is.
Az egyik legfontosabb napkutató űrszonda a SOHO (Solar and Heliospheric Observatory), amelyet a NASA és az Európai Űrügynökség közösen épített. 1995. december 2-án indult útjára, és – bár küldetését eredetileg csak kétévesre tervezték – máig érkeznek róla adatok, sőt a SOHO az űridőjárás előrejelzés első számú szondája; segítségével több mint 1000 üstököst fedeztek fel.
A japán Hinode (napfelkelte) Solar-B jelzésű űreszköz 2006. szeptember 22-én startolt Japánból. Feladata a mágneses tér ki- és átalakulása monitorozásának kutatása, a Nap teljes energiakibocsátásában bekövetkező változások észlelése, a nagyenergiájú sugárzások keletkezésének tanulmányozása.
Az SDO (Solar Dynamics Observatory) napdinamikai obszervatóriumot a NASA 2010. február 11-én indította útjára, azzal a céllal, hogy az obszervatórium megfigyelései révén meg lehessen jósolni a napkitöréseket, amelyek a Föld élővilágára és a távközlési rendszerekre is nagy hatást gyakorolnak. A műhold adatokat gyűjt a Nap mágneses teréről, a forró plazmáról a napkoronában, és bolygók ionoszféráját létrehozó sugárzásokról.

### Modern napmegfigyelés

#### Naptávcsövek, magnetohidrodinamika
A megfigyelési technikák fejlődésével nemcsak a világűrből nyílik lehetőség a Nap megfigyelésére, hanem a Földről is. Ezen új generációs napobszervatóriumok példája a La Palmán telepített Svéd Napteleszkóp, vagy a hawaii Mauna Loán felépített napobszervatórium. Ezekkel legfőképpen a fotoszféra jelenségeit vizsgálják a szakemberek. A fotoszféra legjellegzetesebb "objektumai" a napfoltok. A földfelszíni távcsövek legnagyobb problémája a légköri nyugtalanság (szaknyelven seeing), az a jelenség, amely miatt a „csillagok hunyorognak”, ám számítógépes képjavítási módszerekkel a 2000-es évekre sikerült ennek hatását minimalizálni, drámaian javítva ezen távcsövek képfelbontását. A Svéd Naptávcső esetében a napfelszínen 75 kilométeres felbontással lehet alakzatokat azonosítani, így lehetőség nyílt a napfoltok penumbrája (peremvidéke) finomszerkezetének vizsgálatára. A foltok penumbrája szálas szerkezetet mutatott a korábbi megfigyeléseken, ám ezzel a fejlettebb technológiával a szálakon belül is sikerült még finomabb szerkezeteket megfigyelni. Ezen megfigyelések már a magnetohidrodinamika tudományába vezetnek be, a Nap mágneses mezejének még pontosabb feltérképezésének lehetőségét nyújtva. 

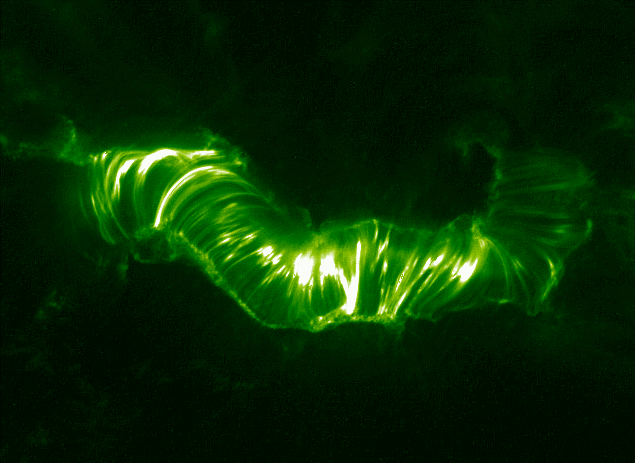
Magnetodinamikai hullámok, a TRACE obszervatórium felvétele

Ezzel a technikával sikerült megfigyelni az ún. Alfvén-hullámokat is, amelyek a napkorona fűtéséért felelősek. A közel 20 km/másodperc sebességgel mozgó mágneses hullámokon keresztül történik a több millió fokos napkorona fűtése. A hőmérséklet a Nap egyes rétegeiben igen eltérő értékeket mutat; a magban 15 millió kelvin, de kifelé haladva folyamatosan csökken, és az optikai felszínen, a fotoszférában már csak 5800 kelvin az átlaghőmérséklet. Közvetlenül a fotoszféra felett, a kromoszférában pedig egy mindössze 4000 kelvines réteg is található, de ettől a ponttól kifelé haladva ismét növekedni kezd a hőmérséklet; a koronában már az egymillió kelvines forróság számít normálisnak.
Ennek az ellentmondásnak a megmagyarázására két elmélet született. Az első szerint a korona felforrósodását a konvekciós zónában fellépő turbulencia során keletkező hang, gravitációs és magnetodinamikai hullámok a koronán áthaladva átadják az energiájukat az ott található gázoknak. A másik elmélet szerint a hőenergia átadása mágneses hullámok útján történik. A kutatások eredményei a mágneses fűtés elméletének a helyességét erősítik meg, mert a legtöbb hullám valószínűleg nem tud feljutni a koronáig, ugyanis a ritka anyag nem teszi lehetővé a hullámok terjedését, ellenben az Alfvén-hullámok láthatóan képesek erre.

#### Neutrinó-megfigyelés
A megfigyelések egy másik területe a neutrínók megfigyelése. Ennek az elemi részecskének a detektálására az 1930-as években megfejtett magfúziós működési elv (lényegében Albert Einstein E0 = m·c² tételének gyakorlati működésének) kísérleti bizonyítása miatt volt szükség. A neutrínók detektálása azonban nem volt egyszerű, először 1956-ban sikerült közvetlen kimutatásuk. Azonban a megfigyelési technikák bonyolultsága újabb és újabb elméleti és megfigyelési problémákat vetett fel. A napneutrínó-probléma néven ismertté vált tudományos kutatási témát végül közel hetven év után sikerült lezárni (a magban keletkezett neutrínók a Napot elhagyva szétszóródnak a világűrben, de az évekig tartó vizsgálatok során az elméletileg várható neutrínómennyiségnek csak a harmadát sikerült megfigyelni, ezt az ellentmondást nevezték „a napneutrínók rejtélyének”). A probléma megválaszolására több elmélet született; egyesek szerint a vártnál kisebb neutrínómennyiséget az okozza, hogy a Nap belső hőmérséklete alacsonyabb a jelenleg feltételezettnél, mások szerint pedig a neutrínók oszcillálnak és egy részük korábban kimutathatatlan neutrínótípusok (müon- és tauneutrínó) formájában ért a detektorokhoz, miután átszelte a Nap és Föld közötti távolságot. A napneutrínókkal kapcsolatos, végül sikerre vezető vizsgálatot a Sudbury Neutrínó Obszervatóriumban végezték, mely képes volt mindhárom fajta neutrínó észlelésére, és valóban sikerült kimutatni a neutrínóoszcillációt, megkapva a napmodellekből számított neutrínómennyiséget.
Végül pedig van egy érdekes megfigyelési technika, amikor nem a Nap a megfigyelendő objektum, hanem csillagunk maga a megfigyelő eszköz, és gravitációs lencseként működik. Einstein relativitáselméletének egyik megjósolt jelensége volt a nagy tömegű objektumok által elhajlított fénysugár. Tudósoknak napfogyatkozásokon sikerült az eltakart napkorong mellett olyan csillagokat észlelniük, amelyek lényegében a Nap mögött voltak az észlelés időpontjában, viszont fényük mégis eljutott a megfigyelőhöz. Ezzel a technikával egyes tudósok szerint áttörést lehetne elérni más elektromágneses hullámok észlelésével a SETI kutatások területén is.

#### Napszeizmológia
Az 1960-as években csillagászok Doppler, vagy más néven radiális sebességméréseket végeztek a fény egyes színképvonalai mentén és azt tapasztalták, hogy a Nap felszínén túlnyomórészt függőleges (fel-le) mozgások figyelhetők meg az anyagban, „mintha lélegezne az égitest”. Lényegében ez lehet a sugárnyomás és a gravitáció „birkózásának” egyensúlya, amely egyben tartja a csillagot. A mozgások egy 5 perces periódust követnek, ezért nevezték el a jelenséget öt perces oszcillációnak. Ezeket a sajátrezgéseket különböző erőhatások hozzák létre, és attól függően, hogy a csillag belsejében levő anyagot az egyensúlyi állapotba milyen erő téríti vissza, többféle sajátrezgéstípust sikerült megkülönböztetni. Amikor a sugárnyomás felelős a sajátrezgésért azt az oszcillációt p–módusnak („p”, mint pressure), a gravitáció keltette rezgéseket pedig g-módusnak („g”, mint gravity) nevezzük. Ezeken kívül felületi hullámok is megjelennek, amelyek az f-módust („f”, mint fundamental) alkotják.
A felfedezést a Nap belső szerkezetének megfigyelésére használhatjuk fel. A Föld belsejének földrengéshullámok általi feltérképezéséhez hasonlóan a naprengések is kirajzolják a belső szerkezetet, ugyanis a különböző sajátrezgések a Nap más és más rétegeiben érik el maximális amplitúdójukat.

## Megoldásra váró elméleti problémák

### A napdinamó probléma
A modern kor űrszondás és földfelszíni megfigyelései egyértelműen kimutatták, hogy a Napon megfigyelhető jelenségek zömét a mágneses mező/mágneses erők hozzák létre. Ezen mágneses tér eredetének a Nap belsejében működő, egy ún. napdinamó-hatást jelölik meg az asztrofizikusok. Azonban a napdinamó működésére vonatkozó elfogadott modell még nem létezik. A napdinamóval kapcsolatban csak az a jelenségrendszer ismert, amelyre a modellnek meg kell felelnie:
- 11,2 éves mágneses ciklusra
- A 11,2 éves ciklus alatt a napfoltcsoportoknak a Nap egyenlítőjéhez viszonyított vándorlására (az ún. pillangó diagram[112])
- A Hale–szabályra, azaz arra a jelenségre, hogy a napfoltcsoportok vezető és követő része ellentétes polaritást mutat, illetve adott ciklusban az ellentétes félgömbökön a foltcsoportok polaritása ellentétes a vezető és a követő oldalukon, valamint hogy ezek a polaritások 11 évente – napciklusonként – felcserélődnek.[113]
- A Joy–törvényre, vagyis arra a jelenségre, hogy a napfoltcsoportok szöget zárnak be az egyenlítővel
- A napfáklyáknak a napfoltcsoportokkal ellentétes irányú vándorlására (az ún. kiterjesztett pillangódiagram)

### A halvány fiatal Nap problémája
A Nap fejlődésével foglalkozó modellek szerint mintegy 3,8–2,5 milliárd évvel ezelőtt, a földtörténeti őskorban a fényenergia kibocsátása csak a jelenlegi szint 70%-át érte el, ami azért problémás, mert a geológiai vizsgálatok szerint a Föld felszínének az átlaghőmérséklete nagyjából állandó volt az idők során. Sőt a fiatal Földön valamivel melegebb is volt, mint napjainkban. Nagy valószínűséggel ez annak köszönhető, hogy akkoriban a légkör nagyobb arányban tartalmazott üvegházhatást elősegítő gázokat, főleg szén-dioxidot és ammóniát.

### A lítium hiánya
Napunk más hasonló méretű és a csillagfejlődés hasonló szakaszában tartó csillaghoz képest lényegesen kevesebb lítiumot tartalmaz. Nagyjából 60 évvel korábbi megfigyelés, hogy a Nap fotoszférájában a hozzá hasonló típusú társaihoz képest csak mintegy 1 százaléknyi lítium mutatható ki, annak ellenére, hogy a kozmológiai modellek szerint a lítiumgyakoriságnak egyformának kell lennie a hasonló csillagokban. Ennek oka máig tisztázatlan.
Csillagászok egy csoportja 2009-ben közelebb került a megoldáshoz, még ha kimerítő magyarázattal ők sem szolgáltak a jelenségre. Egy 500 csillagra kiterjedő, éveken át tartó méréssorozatból azt a megfigyelést tették, hogy a mintában szereplő 70, bizonyítottan bolygóval rendelkező csillag lítiumtartalma szintén alacsonyabb a bolygórendszerrel nem rendelkező társaiénál. Ennek alapján vonták le azt a következtetést, hogy a bolygók – csillaguk belsejének mozgásviszonyainak átrendezésével – a kémiai elemek eloszlását befolyásolhatják, amelynek nyomán a lítium hatékonyabban süllyedhet a Nap magja felé, ahol a „p-p lánc” folyamataiba bekapcsolódva részt vesz az energiatermelésben és héliummá alakul. Azonban ez a felfedezés csak a kezdő lépés az elméleti probléma megoldásában – mindemellett a tudományos közösség vitafolyamatát is ki kell állnia –, a pontos hatásmechanizmus még ismeretlen, ennek megoldása még várat magára.
További érdekesség, hogy a megfigyelés új eszközt jelenthet az exobolygó-kutatásban, hisz a tételt megfordítva – „amelyik csillagnál kisebb lítiumgyakoriság figyelhető meg, annak nagy valószínűséggel bolygórendszere van” – a korábbi megfigyelési technikáknál egyszerűbb eszközökkel lehet bolygókat magukban foglaló idegen naprendszereket találni.

## A Nap amatőrcsillagászati megfigyelése
A Napot a hivatásos csillagászok mellett (lásd: Modern napmegfigyelés) az amatőrcsillagászok is megfigyelik, utóbbiak kivételesen nagy számban. A nagy tömegű megfigyelés statisztikailag fontos, sok csillagászati adatbázishoz szolgáltat alapot.
A napfogyatkozás megfigyelése veszélyeket rejt magában, tilos szabad szemmel megfigyelni vagy olyan távcsövet használni, amelyet megfelelő szűrővel nem láttak el. Az utóbbi eset azonnali teljes vakságot okozhat, az előbbi látásromláshoz, extrém esetben vaksághoz vezethet. A megfigyeléshez használjunk különböző – kereskedelemben kapható – optikai szűrőket, speciálisan napfogyatkozáshoz való szemüvegeket. Sem a kormozott üveg, sem a CD, sem a feketére exponált film nem véd meg a káros sugárzásoktól, sőt a pupilla kitágulása révén még a szabad szemes megfigyelésnél is nagyobb károkat okozhatnak! 

### Közvetlen napmegfigyelések
Az amatőrcsillagászok az általuk leginkább preferált megfigyelési területek és a rendelkezésre álló eszközpark szerint specializálódnak, így ezen közösségekben sok napmegfigyelő amatőr végez megfigyeléseket. Az ilyen napmegfigyelés alterületei:
- Szabadszemes megfigyelések
- Távcsöves megfigyelések
- Hα szűrés, protuberanciatoldat

A szabadszemes megfigyelések természetesen csak valamilyen fényszűrő segítségével végezhetők (pl. napszűrő fóliákon, vagy ilyen fóliából készült, főként a napfogyatkozásokhoz kapható szemüvegeken. esetleg hegesztőszemüvegen keresztül). Ezek kizárólag a különösen nagyméretű napfoltok (amatőrcsillagász terminológia szerint „szabadszemes napfoltok”) észlelésére irányulnak. Mivel az ilyen nagyobb napfoltok főként napfoltmaximumok környékén tűnnek fel, a maximumok idejét is könnyebb megállapítani ezek észlelésével (ilyen szabadszemes napfolt a maximum környékén évi 5–10 darab fordul elő, napfoltminimum idején pedig egy sem).
A legnagyobb számú amatőr napmegfigyelés távcsöves megfigyelések formájában realizálódik. Csillagunk megfigyeléséhez nem kell különleges távcsővel rendelkeznünk, ám optimális eszköznek a kis fényerejű (f/15–f/50) távcsövek tekinthetőek. Ezek természetesen csak valamilyen fényszűrés alkalmazásával használhatók, amely lehet a távcső bemeneti nyílására helyezett – általában speciális, fémmel felgőzölt műanyag – szűrőfóliával, vagy a távcső okulárja elé rögzített szűrőüveggel oldható meg. Vizuális, rajzos és fotografikus észlelések keretében megfigyelhető a fotoszféra granulációja, a napfolttevékenység, valamint a flerek. A napfoltok megfigyelése, különösen formájuk és változásuk rögzítése mellett napi rendszerességű megfigyeléssorozattal „közepes napi gyakoriságot” és „relatívszámot” szoktak leggyakrabban számítani az amatőrcsillagászok. Ezen adatsorokból jól levezethető a napciklus alakulása a napfoltok számának változásából.
A távcsöves megfigyelések speciális válfaját jelenti a Hα szűrés, vagy protuberanciatoldat alkalmazása. Ezek olyan speciális eszközök, amelyek vagy fényszűréssel, vagy a fényút egy részének kitakarásával szűkíti a megfigyelhető jelenségek körét, elsősorban a flerekre, protuberanciákra. Ezek az anyagkiáramlások hidrogénből állnak, így a csak a hidrogén hullámhosszán áteresztő szűrő alkalmazásával ezekre koncentráló megfigyelések végezhetők, ezt nevezzük Hα szűrésnek. A protuberanciatoldat egy mesterséges holdat hoz létre a távcső bemeneti nyílása előtt, így a megfigyelő számára mesterséges napfogyatkozás figyelhető meg. A természetes napfogyatkozás is alkalmat kínál a napkorong peremén végbemenő flerek, protuberanciák megfigyelésére, így ez a mesterséges napfogyatkozás is ugyanilyen alkalmat kínál a ezen jelenségek obszervációjára.

### Napfogyatkozás

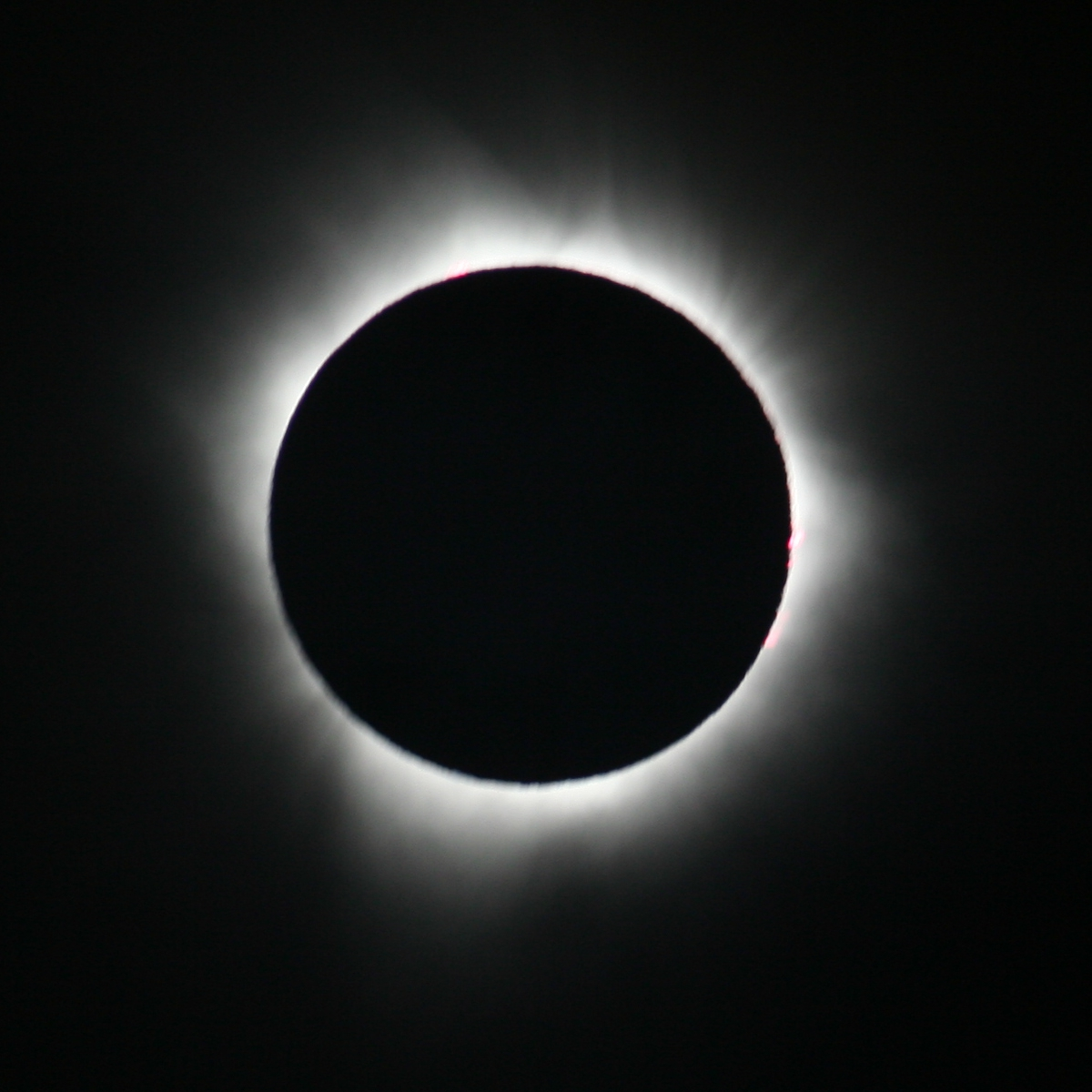
Totalitás a 2010. július 11-i napfogyatkozáskor

A Nap megfigyelésének speciális területét jelenti a fogyatkozások (a napfogyatkozás és a holdfogyatkozás megfigyelése). Tudományos jelentősége mellett egyre nagyobb laikus tömegeket megmozgató látványosság is a jelenség megfigyelése.
Napfogyatkozás akkor jön létre, amikor a Hold pontosan a Föld és a Nap közé kerül, azaz újholdkor. De nem minden újholdkor, hanem csak akkor, ha a Föld körüli pálya leszálló, vagy felszálló csomópontjában van éppen újholdkor a Hold. (A holdpálya nagyjából 5°-os szöget zár be az ekliptikával, azaz a Hold hol kissé a Földet a Nappal összekötő képzeletbeli vonal felett, hol pedig alatta van. Amikor a Hold átszeli e vonalat (vagy legalábbis a közelébe kerül) – ezek a fel- ill. leszálló csomópontok –, akkor figyelhető meg a napfogyatkozás). A Hold átmérője 400-szor kisebb a Napénál, ám 400-szor közelebb is van, ez okozza, hogy a Nap és a Hold látszólagos átmérője közel azonos, így amikor megfelelő helyzetbe kerülnek az égitestek, akkor a Hold teljesen képes eltakarni a Napot. Teljes napfogyatkozás idején figyelhető meg a napkorona (a Nap több millió fokosra hevült külső légköre), valamint a napkorong szélén éppen zajló napkitörések, protuberanciák.
Fő típusai:
- Teljes napfogyatkozás: a Hold látszólagos átmérője nagyobb a Napénál, ezért a közelebbi égitest teljesen eltakarja a távolabbit egy földi megfigyelő számára.
- Részleges napfogyatkozás: a Hold árnyéka vagy nem teljesen vetül a Földre, vagy teljesen rávetül, de a földi megfigyelő nem tartózkodik teljesen a holdárnyék vonulási sávjában és így számára a Hold nem takarja el teljesen a napkorongot.
- Gyűrűs napfogyatkozás: ha a Nap látszólagos átmérője nagyobb a Holdénál (amikor égi kísérőnk pályájának földtávolpontja közelében éri el a fel- vagy leszálló csomópontot) és utóbbi nem takarja el teljesen a napkorongot.

### Holdfogyatkozás
A holdfogyatkozás is egy, a Nap–Föld–Hold rendszer speciális együttállásából adódó jelenség, amelyben a Föld a Nap és a Hold közé kerül, és a Föld árnyéka vagy félárnyéka a Holdra vetődik. A napfogyatkozással ellentétben ez a jelenség teliholdkor jöhet létre és a Holdnak ugyanúgy a holdpálya felszálló, vagy leszálló csomópontja közelében kell tartózkodnia. És szintén szemben a napfogyatkozással, ez a jelenség nemcsak a földfelszín egy szűk sávjából figyelhető meg, hanem bárhonnan, ahonnan látni a Holdat. A holdfogyatkozás órákon át tartó jelenség.
Fő típusai:
- Teljes holdfogyatkozás: a Hold teljesen a Föld árnyékába kerül.
- Részleges holdfogyatkozás: a Hold csak részben lép be a Föld árnyékába.

### Átvonulások megfigyelése

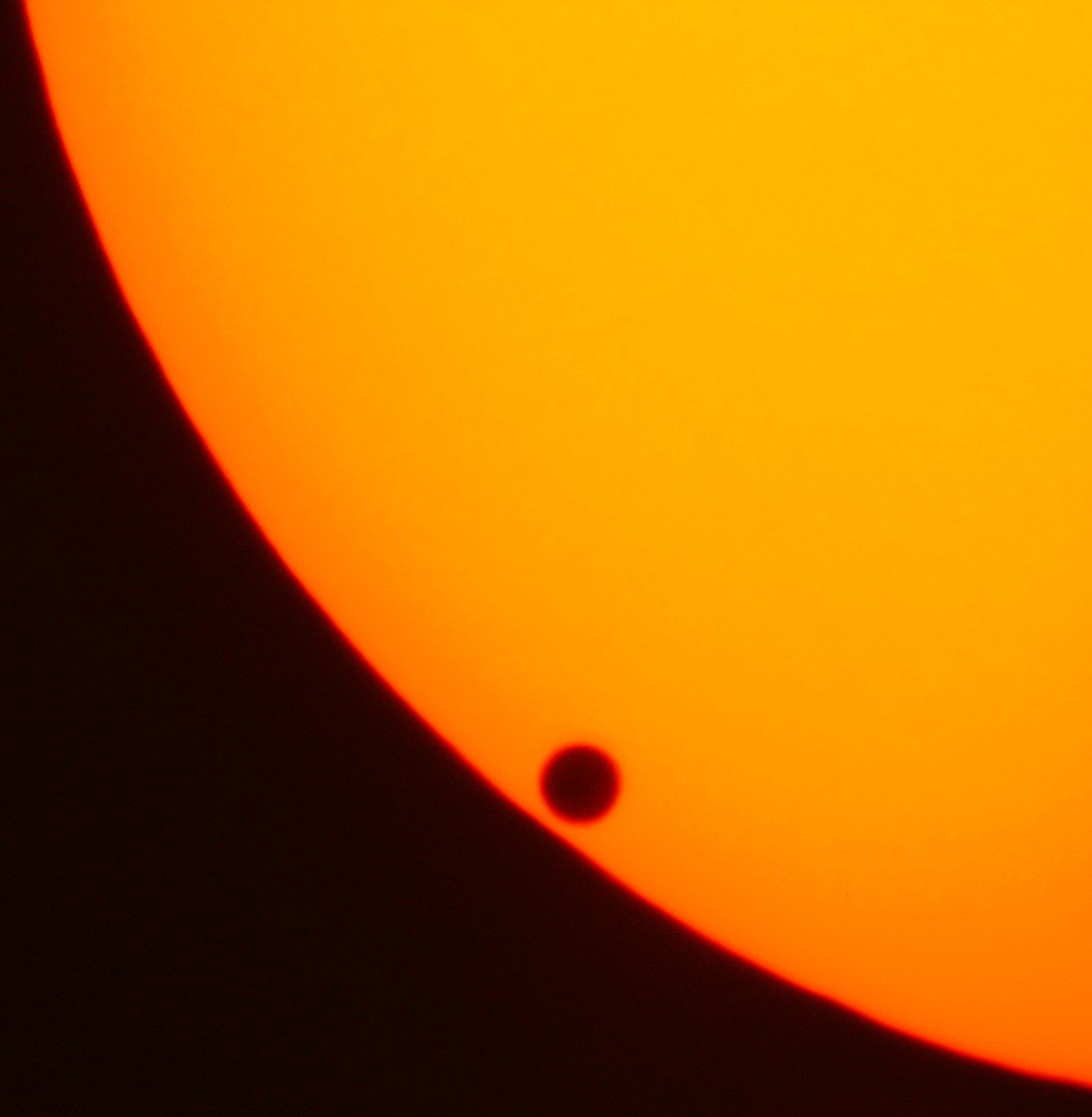
A Vénusz átvonulása a napkorong előtt 2004. június 8-án

#### Merkúr-átvonulások
A naphoz legközelebb keringő bolygó, a Merkúr időről időre elhalad a csillag előtt a földi megfigyelő szemszögéből nézve (azaz ilyenkor a Nap–Merkúr–Föld rendszer együttállása, egy egyenesre rendeződése következik be). Ezek az átvonulások viszonylag sűrűn bekövetkező jelenségek, 100 év alatt 13–14 alkalommal fordulnak elő. Ilyenkor a bolygó egy apró fekete pöttyként (lényegében egy nagyon szabályos kör alakú, penumbra nélküli, gyorsan mozgó napfoltként) jelenik meg a megfigyelők előtt. A megfigyelést a legegyszerűbb amatőr távcsövekkel is el lehet végezni, sőt elméletileg akár szabad szemmel is (bár ez utóbbi nagyon nehéz megfigyelésnek számít, csak gyakorlott megfigyelő vállalkozhat rá nagyon nyugodt légköri viszonyok mellett, mivel a bolygó látszólagos mérete a szem felbontóképességének határán van ilyenkor).
Az utolsó előtti Merkúr átvonulás 2006-ban volt, a következőre 2016-ban került sor.

#### Vénusz-átvonulások
A Vénusz átvonulásai hasonlóak a Merkúréihoz, azzal az egyetlen különbséggel, hogy a sokkal ritkábbak a legbelső bolygóéinál, évszázadonként mindössze két alkalommal. Csillagászati pályaszámítások szerint 6000 év alatt (i. e. 2000–4000-ig) mindössze 81 átvonulás volt vagy lesz, a 21. században 2004-ben és 2012-ben volt. Az átvonulások szabályos időrendben történnek, az egyes előfordulások között rendre 8–121,5–8–105,5 év telik el. Az átvonulások ritka bekövetkezéséért a bolygók pályahajlása (az ekliptika síkja és a bolygó Nap körüli keringésének síkja közötti szögeltérés) felelős. A Vénusz és a Föld pályája között 3,39° eltérés van, így az esetek többségében a földi megfigyelő nézőpontjából a belső bolygószomszédunk vagy a Nap „alatt”, vagy „fölött” halad el (a nap látszó átmérője 0,5°, amely nagyságrenddel kisebb a 3,39°-nál). Csak akkor kerül sor átvonulásra, ha a Vénusz pályájának ún. leszálló, vagy felszálló csomópontján van (azaz a pálya éppen metszi az ekliptika síkját), amikor a Nap és a Föld közé kerül.
Megfigyelési szempontból a jelenség sokkal látványosabb. Mivel a bolygó sokkal nagyobb és sokkal közelebb is van a Földhöz, ezért látszólagos mérete sokkal nagyobb is (55"-60", azaz a Merkúrénak 5–6-szorosa), megfelelő védőeszközzel szabad szemmel is könnyen felfedezhető a napkorong előtt. Látványa lényegében megegyezik a Merkúréval, egy kerek, penumbra nélküli napfolt. Természetesen igazán távcsővel nyújt élményt a megfigyelés. A megfigyelések általában a kontaktusokra (a nap peremének a bolygó általi érintésére – kívülről is és belülről is –), valamint az átvonulás időtartamára vonatkoznak.

## A kultúrában
A napozás az egyik legrégebbi gyógymód, amelynek gyógyerejét az ősidőktől fogva ismerték. Több ókori leírás is ránk maradt. Az ókori görögök lapos házaik tetejét használták fel a napfürdőzésre. Innen nyerte a nevét is: solarion. Később e célra külön helyiségeket építettek, amelyeknek neve a Heliosis volt.

## A napkultusz

Ré, az egyiptomi napisten, fején a napkoronggal

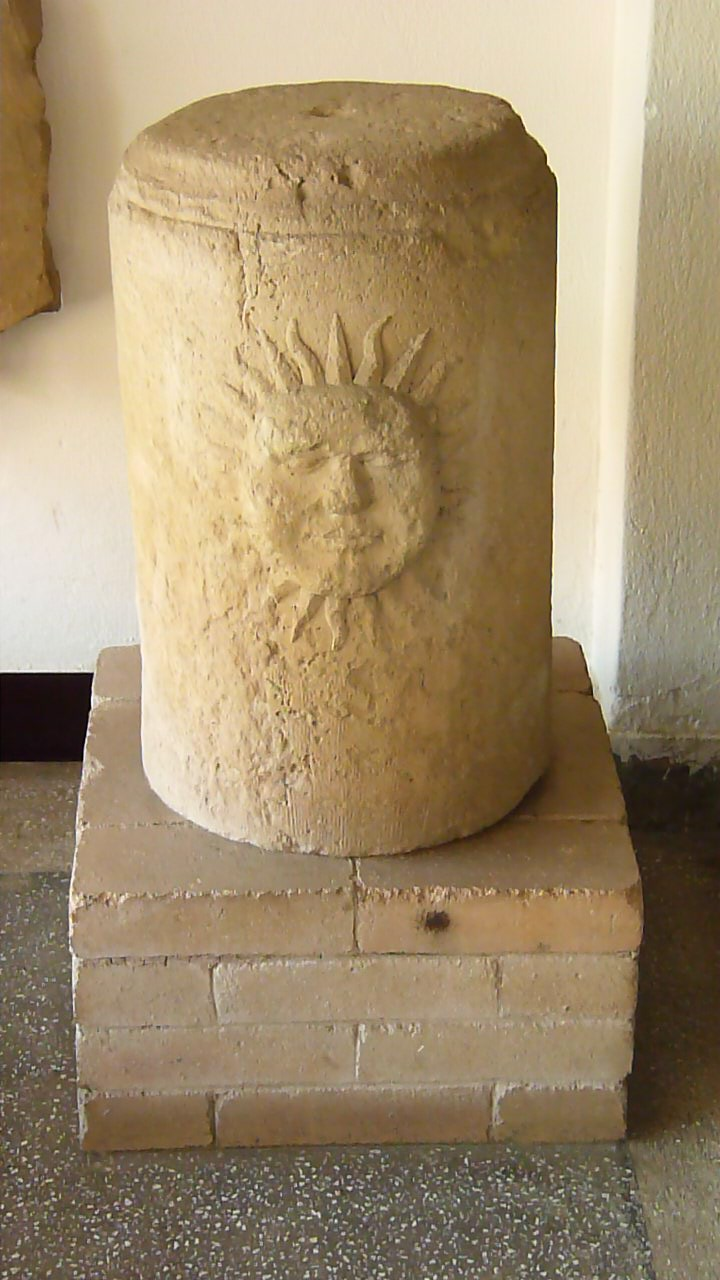
Napkő - Székelykeresztúr

A napenergia minden korban az emberek számára az életet jelentette, a megújulást és mindezek fenntartását. Mindennapi életüket tették függővé attól, hogy a Nap az égen milyen pályát jár be és az égi jelenségek határozták meg sorsukat. Az emberi kultúra kezdetein a természeti vallások – mint minden fontosabb természeti jelenséget – a Napot istenségnek tekintették. Az ebből a kulturális alapból kifejlődő többistenhívő vallások már megszemélyesítették az általuk istenként tisztelt jelenségeket (köztük természetesen a Napot is), mitológiai történetekkel építve fel az istenek személyiségét. Később, az egyistenhívő vallások teljes térhódításával a Nap vallási, kulturális jelentősége erősen lecsökkent, míg végül a tudományos kutatások széles körűvé válásával, a heliocentrikus világkép elfogadásával együtt ez a szerep lényegében megszűnt.

## Asztrológiai jelentése
A Nap egy férfias égitest, ennek megfelelően az életerőt, vitalitást, állandóságot, energikusságot jelképezi. Kedvező vagy kedvezőtlen elhelyezkedése nagy hatással van a szülött testi és mentális állapotára egyaránt. Az ún. "ártalmas" bolygók közé tartozik az asztrológiában.
Többek között az alábbi életterületekért felelős: egészség, apa, erő, energia, kormányzat, királyság, hírnév, bátorság, orvoslás, gyógyítás, ego, tehetség stb.
Ha egy másik bolygó túl közel kerül a Naphoz (minden bolygónál meg van határozva a minimális távolság az égetettség létrejöttéhez), akkor a Nap megégeti azt, ezáltal az adott bolygó jó tulajdonságai leromlanak. Az északi és a déli holdcsomópontot soha nem tudja megégetni a Nap, hiszen ezek voltaképpen csak matematikai pontok.

### Magyar lapok
- ELTE Csillagászati Tanszék Interaktív Csillagászati Portál : Éltető csillagunk, a Nap
- ELTE Csillagászati Tanszék Interaktív Csillagászati Portál : A csillagok élete
- Napfizikai bevezető a debreceni Napfizikai Obszervatórium honlapján
- Magyarországról látható napfogyatkozások 2100–2199 között
- Nap-hírek A Hírek.Csillagászat.hu rovata
- A Nap kapujában (Mindentudás Egyeteme előadási anyag)
- Petrovay K.: Napfizika (Egyetemi kurzus fóliái)
- Nap.lap.hu - linkgyűjtemény
- Fúzió a Világegyetemben: a Nap energiája (cikk a Science in School projekt oldalán a Nap belsejében zajló folyamatokról)

### Angol nyelvű lapok
- A SOHO szonda felvételei
- Far-Side Helioseismic Holography Stanfordból
- NASA Eclipse homepage
- Nasa SOHO szonda FAQ
- A Nap hangjai Stanfordból
- Spaceweather.com
- Eric Weisstein's World of Astronomy – Sun
- A Nap pozíciója
- Mozgóképek a Napról
- Napfizikai honlap – Mozgóképek a napfoltokról
- NASA/Marshall Napfizikai website
- Nappozíció algoritmus és dokumentáció a National Renewable Energy Laboratory-ból
- libnova – egy csillagászati kalkulációs program
- A New Sun: The Solar Results from Skylab Archiválva 2015. január 13-i dátummal a Wayback Machine-ben (online könyv a Skylab-program napmegfigyelési eredményeiről, angol nyelven)
- How the Sun Shines (cikk a Nobel-díj Alapítvány hivatalos oldalán a Nap működési elve felfedezésének történetéről, angol nyelven)